# Albi di X-Mickey
Questo è l'elenco degli albi di X-Mickey, pubblicati dal 2002 al 2004 dalla The Walt Disney Company Italia.

## Elenco degli albi
| Numero              | Storia principale          | Storia secondaria        | Storia terziaria                                 | Data           |
| ------------------- | -------------------------- | ------------------------ | ------------------------------------------------ | -------------- |
| X-Mickey n. 1000/01 | Nello specchio             | Cartoline da Mostropoli  | -                                                | Maggio 2002    |
| X-Mickey n. 999/02  | La contesa                 | In una gelida notte      | -                                                | Giugno 2002    |
| X-Mickey n. 998/03  | Tredicesimo piano          | Sorridi                  | -                                                | Luglio 2002    |
| X-Mickey n. 997/04  | Il giorno dei Dimentiratti | Fuori orario             | -                                                | Agosto 2002    |
| X-Mickey n. 996/05  | Prima che sia giorno       | Il segreto di Manny      | -                                                | Settembre 2002 |
| X-Mickey n. 995/06  | La giostra                 | Se fosse vero?           | -                                                | Ottobre 2002   |
| X-Mickey n. 994/07  | Dietro la maschera         | Una giornata da incubo   | -                                                | Novembre 2002  |
| X-Mickey n. 993/08  | Trema, Mostropoli!         | Segreti da autista       | -                                                | Dicembre 2002  |
| X-Mickey n. 992/09  | Regalo di Natale           | Oltre la tela            | -                                                | Gennaio 2003   |
| X-Mickey n. 991/10  | Buh! da Horror City        | Amor al chiar di nulla   | -                                                | Febbraio 2003  |
| X-Mickey n. 990/11  | Una sera al Topo Bianco    | Impara l'arte Pipwolf    | -                                                | Marzo 2003     |
| X-Mickey n. 989/12  | Senza fine                 | Dietro la porta          | -                                                | Aprile 2003    |
| X-Mickey n. 988/13  | Il cuore di Krimold        | Aula professori          | Errore di calcolo                                | Maggio 2003    |
| X-Mickey n. 987/14  | La notte del lupo          | Sotto la pioggia         | I racconti dei libri predatori - Tempo ben speso | Giugno 2003    |
| X-Mickey n. 986/15  | Il giocattolaio            | Ehi, ci sono anch'io     | Una piccola avventura                            | Luglio 2003    |
| X-Mickey n. 985/16  | L'albergo delle ombre      | Il colore della paura    | Una cura esagerata                               | Agosto 2003    |
| X-Mickey n. 984/17  | L'illusionista             | Legame invisibile        | -                                                | Settembre 2003 |
| X-Mickey n. 983/18  | Nel varco proibito         | Il sotterraneo           | -                                                | Ottobre 2003   |
| X-Mickey n. 982/19  | Maravillia Park            | Il mondo è rotondo       | -                                                | Novembre 2003  |
| X-Mickey n. 981/20  | Mai da solo                | Un piccolo salto         | -                                                | Dicembre 2003  |
| X-Mickey n. 980/21  | La strada della paura      | La notte di sorpresa     | Musica Maestro                                   | Gennaio 2004   |
| X-Mickey n. 979/22  | La casa infinita           | Ciak                     | -                                                | Febbraio 2004  |
| X-Mickey n. 978/23  | Foto di gruppo con vampiro | Gioco pericoloso         | -                                                | Marzo 2004     |
| X-Mickey n. 977/24  | Il mondo scomparso         | In trappola              | -                                                | Aprile 2004    |
| X-Mickey n. 976/25  | Arrivano di notte          | La porta chiusa          | Pacchetto con mostro                             | Maggio 2004    |
| X-Mickey n. 975/26  | Fuori servizio             | Futuro imperfetto        | Meteoimpossibile                                 | Giugno 2004    |
| X-Mickey n. 974/27  | Guardami negli occhi       | Persi nel tempo          | -                                                | Luglio 2004    |
| X-Mickey n. 973/28  | Ultimo treno               | Stesso posto, stessa ora | Lo stratagemma                                   | Agosto 2004    |
| X-Mickey n. 972/29  | Horror Mall                | Il ripostiglio           | -                                                | Settembre 2004 |
| X-Mickey n. 971/30  | Gran finale                | Le apparenze ingannano   | -                                                | Ottobre 2004   |

## X-Mickeyn. 1000/01

### Nello specchio
Topolino e Minni sono di ritorno dal cinema dopo aver visto un film horror e si ritrovano a dover attraversare il parco di Topolinia di notte, piuttosto deserto, per consentire a Topolino di riaccompagnare la sua innamorata a casa. Nella strada di ritorno, ancora una volta a piedi nel parco, Topolino, ormai solo e con la sensazione di inquietudine a causa del film appena visto, si ritrova davanti a uno strano tizio molto simile a Pippo che gli dice di essere un lupo mannaro e che gli restituisce il portacipria di Minni, dicendogli di restituirlo alla loro amica comune per poi sparire di colpo. Topolino che non riesce a capire ciò che è appena successo, aprendo il portacipria, poiché non lo chiude bene, nota che al suo interno c'è un secondo specchio nel cui riflesso nota qualcosa di strano, ma piuttosto perplesso crede di aver avuto soltanto un’allucinazione e dopo averlo richiuso torna a casa. La mattina seguente, puntuale come ogni mattina, il postino Marzabar arriva a Casa di Topolino per consegnare la posta e fare colazione a scrocco coi suoi cereali al mango preferiti. Marzabar porta con sé, da grande appassionato del genere, vari giornali del brivido e di fantascienza, lasciando perplesso Topolino sulla veridicità di tali riviste. Prima di andare via, Marzabar ricorda a Topolino che mentre per spiegare la realtà che ci circonda usiamo la ragione, forse possiamo usare qualcos'altro per spiegare le cose para normali. Tutto ciò fa ripensare a Topolino agli eventi accaduti la sera prima e decidendo di riaprire il portacipria di Minni rivede esattamente la stessa cosa della sera prima: l’immagine di qualcun altro. Decide così di indagare sulla faccenda recandosi alla Bottega degli Errori, trovando il suo nome dietro al portacipria. Una volta al negozio, dove Topolino si sente osservato, conosce Toppersby il proprietario della bottega di cianfrusaglie che, nel vedere il portacipria con lo specchietto, rimane stupito. Toppersby capisce subito che deve averglielo dato Pipwolf, che col suo fiuto ha captato la bontà di Topolino. Gli racconta poi che ci fu un tempo in cui le poche persone che possedevano uno specchio avevano paura di usarlo, poiché un mostro trascinava i malcapitati nel suo mondo, la superficie riflettente. Allora un mago alchimista forgiò uno specchio magico in grado di imprigionare quell'essere malvagio portandolo sulla terra e privandolo dei suoi poteri. Lo specchio catturò la sua immagine e la sua identità facendo vagare ora il mostro nel mondo reale. Se il mostro dovesse specchiarsi in uno specchio normale, rischierebbe di dissolversi. Il porta cipria in mano a Topolino si rivela essere una porta, ma Topolino rimane piuttosto scettico da quanto dettogli da Toppersby, anche quando gli svela il suo potere di leggere la storia di un oggetto solo toccandolo. All'improvviso qualcuno però bussa alla porta e Toppersby preoccupato decide di fare uscire Topolino dalla porta sul retro, indirizzandolo verso il Topo Bianco, nel Quartiere Vittoriano, per riportare lo specchio al loro comune amico, Pipwolf. Nel quartiere vittoriano la fitta nebbia avvolge tutto e Topolino ha un paio di difficoltà nell'individuare il locale, che però appare davanti ai suoi occhi improvvisamente. Entrando al Topo Bianco Topolino avverte subito l’aura di mistero, ma anche un clima amichevole e ritrova Pipwolf che, dopo essersi presentati ufficialmente, gli spiega che il portacipria era per Manny e che in seguito aveva deciso di nascondere lo specchietto nel portacipria e che probabilmente ha scambiato Manny per Minni, data la loro somiglianza. Durante la conversazione Sentinel, il misterioso proprietario del locale in grado di riconoscere chi è in grado di affrontare mentalmente un viaggio nell'impossibile, fa subito consegnare al tavolo un menu per accompagnatori. Tutti gli amici di Pipwolf, tra cui Ice e Cugino Hobi, vedendo il tipo di menu al tavolo sono davvero stupiti e contenti che Pipwolf abbia finalmente deciso di prendere un viaggiatore con sé rinunciando a viaggiare solo e vogliono festeggiare l’evento anche se Pipwolf prova a spiegargli che si tratta di un equivoco e Topolino, che non capisce, si domanda a che cosa serva questo menu per accompagnatori. Pipwolf decide che è arrivato il momento di uscire dal locale dato il suo imbarazzo e, una volta fuori, Topolino, stanco e scettico, pensa che la storia dello specchietto non sia altro che un trucco, finché in mezzo alla nebbia sbatte contro un misterioso mostro. Dopo averlo salvato Pipwolf gli spiega che era proprio quel mostro a inseguirlo e lungo la fuga ne approfitta per leggergli il manuale degli accompagnatori e fare di Topolino il suo viaggiatore ufficiale, stringendo un accordo con lui. Più tardi Pipwolf e Topolino giungono in un tranquillo quartiere residenziale di Topolinia, dove all'interno di un'abitazione si è aperto un varco verso il mondo dell’impossibile lasciando interdetta la padrona di casa che si vede entrare due sconosciuti in casa, che poco dopo spariscono. Topolino decide di seguire Pipwolf dentro l’orologio della signora e una volta attraversato il portale si ritrova con l’amico davanti alla Villa di Manny persona che Pipwolf non vuole assolutamente incontrare. Dentro la villa Topolino viene accolto da una strana pianta domestica, Gertie, molto simile a un cucciolotto e dalla padrona di casa Manny. Manny conduce Topolino nel suo ufficio per scambiare due parole sul suo rapporto con Pipwolf. La ragazza prova a spiegare che per i viaggiatori il loro mondo è un mondo di avventure, ma per i residenti il loro mondo è governato dal caos e che lei è una tutrice dell’ordine soprattutto per gli accompagnatori. Rivela inoltre che Pipwolf è un accompagnatore senza permesso poiché non ha mai affrontato l’esame ufficiale poiché ha paura e di conoscere anche Toppersby, che era anche lui un accompagnatore. Quando Topolino è pronto a restituire lo specchio a Manny ecco spuntare il terribile mostro dello specchio, Celantus, che tiene in ostaggio Pipwolf e Gertie. Celentus svela che aveva commissionato a Toppersby di cercare lo specchio per conto suo il quale dopo averlo trovato e aver scoperto la vera natura dell’oggetto l’ha affidato a Pipwolf per evitare che cadesse in mani sbagliate. Tornato alla bottega, Celantus ha notato Topolino e così l’ha seguito fino a questo mondo: ora potrà reimpadronirsi dello specchio e tornare a terrorizzare tutti. Topolino, che ha nascosto il vero specchio in tasca, con un astuto piano decide di giocarsi il tutto per tutto e, alla domanda del mostro di dirgli cosa vede riflesso nello specchio del portacipria, risponde che vede solo il mostro così il mostro, convinto dalla risposta di Topolino, afferra il portacipria per specchiarsi, ma finisce disintegrato e rompe il portacipria di Minni. Più tardi Topolino, dopo essere stato riaccompagnato nel suo mondo, non sa come raccontare tutto a Minni che l’ha appena trovato dopo una giornata che lo cercava. Minni però immagina che il motivo della lunga assenza del suo fidanzato sia il suo portacipria perso la sera prima, poiché un tipo allampanato e irsuto gliel'ha appena restituito affermando di avere un debito con Topolino e che un certo Toppersby gli ha anche rimosso la lettera stampata che odiava tanto e sostituito lo specchietto interno. Topolino comprende così che tutto ciò che è successo è successo sul serio e si assicura inoltre che nello specchietto non ci sia riflesso qualche altro mostro.

### Cartoline da Mostropoli
Topolino sta facendo una chiacchierata con un certo Arnold Pinsley, un mostro di Mostropoli che ha assunto sembianze umane, venuto a casa sua in cerca di aiuto. Il signor Pinsley spiega a Topolino di essere finito a Topolinia a causa di un Libro Predatore, dei libri che nidificano nelle librerie più antiche e si appostano sugli scaffali delle bi biblioteche per scrutare le loro prede. Questi libri cercano soggetti in grado di essere catturati letteralmente dalla loro lettura. Pinsley spiega che qualche mese fa si recò presso una biblioteca del suo mondo entrando nella sezione libri spaventosi e fu proprio lì che un libro predatore arrivò dall'alto proiettandolo in un vortice dimensionale che lo catapultò a Topolinia. Piuttosto spaventato e infastidito dalla luce solare decise di assumere sembianze umane e imparare la lingua locale capendo presto che quel libro parlava della terra. Topolino suggerisce al mostro in cerca di un modo per ritornare nel suo mondo di scrivere lui stesso un libro come fece un tempo il suo simile che scrisse il libro sulla terra. Arnold Pinsley molto felice della soluzione proposta decide di pubblicare lui stesso il libro e tenere d’occhio i nidi dei libri predatori e prima di andar via mostra una bella foto della sua famiglia che a quanto pare rivedrà presto. È così che Topolino prova a raccontare a Minni i fatti avvenuti un anno fa anche se la ragazza non lo piglia molto sul serio. Da una vetrina Topolino nota il libro scritto da Arnold e Minni sembra conoscere bene il libro poiché l’ha letto. Topolino per convincere Minni che la storia che gli ha raccontato è vera, decide di entrare nella libreria dove l'autore autografa le copie, ma all'interno scopre che l’autore è scomparso da qualche giorno. Uscendo lo nota da lontano e prova seguirlo fino a una vecchia biblioteca, dove trova una copia del suo libro rilegata al contrario e una lettera indirizzata a Topolino, in cui Pinsley dice di essere tornato a casa passando attraverso il libro e di non aprirlo per evitare di finire anche lui nel suo mondo. La lettera scompare così come il libro, Topolino sente un battito di ali, ma decide di non indagare oltre andando via mentre un libro predatore l’osserva dall'alto.

## X-Mickeyn. 999/02

### La contesa
Topolino si trova presso la Biblioteca di Topolinia alla ricerca di qualche libro del brivido, quando da un mobiletto lì vicino esce da un varco dell'impossibile Pipwolf che racconta all'amico di essere in viaggio da un paio d'ore senza mai decidersi se consegnare il pacchetto affidatogli da Toppersby per Manny. Nella sua villa, nel frattempo, Manny e alle prese con alcuni ectoplasmi dispettosi e nel modo di inseguirli urta un baule dal contenuto pericoloso che aspetta di essere sigillato con un lucchetto in possesso di Toppersby. Verso la strada per il Topo Bianco Topolino cerca di convincere l'amico a recapitare il pacco dicendogli che prima o poi dovrà affrontare quell'esame d'accompagnatore a cui Manny tiene tanto e che se vuole ulteriori consigli di chiedere anche a Sentinel. Poco lontano una macchina con due scrittori, probabilmente marito e moglie, si ferma nei pressi del locale in cerca d'ispirazione per un nuovo libro e notando altri due famosi scrittori dirigersi verso il Topo Bianco il signor Bill decide di andare a vedere di persona perché quegli altri scrittori sono giunti fin lì lasciando la moglie in macchina ad aspettare. Pipwolf intanto ha deciso che consegnerà il pacco all'autista di Manny, che giungerà la tra poco. Dopo essere entrato Topolino riconosce subito il signor Bill Raymond, che ritrova al locale molti suoi colleghi, ed entusiasta di tutte queste celebrità chiede agli autori se possono autografargli il libro. Ognuno di loro racconta a Topolino di essere finito al Topo Bianco attraverso strane circostanze finché Duepiedi porta al loro tavolo un menù per accompagnatori facendo intuire a Topolino che tutti loro non sono lì proprio per caso. Nel frattempo l'autista inviato da Manny arriva al Topo Bianco per prelevare tutti gli scrittori mentre alla villa Flat, il maggiordomo, sta ultimando i preparativi per l'arrivo degli ospiti. Tra una barzelletta e l'altra Pipwolf si perde l'arrivo dell'autista a cui avrebbe voluto consegnare il pacchetto per Manny, ma Topolino si offre di portarglielo al posto suo. Alla villa nel modo di consegnare il pacchetto il lucchetto contenuto al suo interno si perde, ma viene ritrovato da Pipwolf. Manny un po' arrabbiata con Pipwolf invita lui e Topolino a entrare e chiede a Frau Zucker, la sua governante, di chiudere il baule dei Libri predatori con il lucchetto appena recapitatogli. Tornata dai suoi ospiti Manny elegge Topolino come arbitro per la contesa tra scrittori con il ruolo di eleggere il Re del Brivido a chi riuscirà a inventare entro un'ora di tempo il miglior racconto. Così Flat scorta ogni ospite in una stanza dove potrà concentrarsi sul racconto. Mezz'ora dopo un urlo del signor Stonecraft viene sentito dalle stanze dei vari scrittori facendo correre tutti nella sua stanza. Stonecraft viene trovato intrappolato da una ragnatela magica e uno strano mostro sta per divorarlo, ma l'intervento istantaneo di Topolino permette allo scrittore di salvarsi. Nemmeno il tempo di aver salvato Stonecraft che anche il signor Creeper, un altro degli scrittori, si trova nei guai avvolto da bende e inseguito da una mummia: Manny inizia a dubitare che una forza sconosciuta stia agendo alle loro spalle. Topolino decide, dopo aver notato qualcosa nella scrivania del signor King, di leggere gli appunti che gli scrittori stavano scrivendo scoprendo che le storie che ognuno di loro stava scrivendo stanno prendendo vita. Manny intuisce allora di cosa si tratta e decide di andare a verificare di persona nella stanza dove ha custodito il baule dei libri predatori. Una volta nella stanza scopre che all'interno del baule manca uno dei libri predatori, sfuggitogli sicuramente dopo che ha rovesciato il baule nella mattinata, mentre gli scrittori iniziano a perdere la pazienza su ciò che sta succedendo. Il signor Raymond inizia però a trasformarsi in mostro proprio come scritto nel racconto di un altro scrittore presente alla villa per partecipare alla contesa e Manny capisce essere tutta opera del libro materializzante, un libro capace di rendere reali le opere degli scrittori. Fortunatamente lo scrittore che ha avuto quell'idea non ha realizzato il finale e Topolino con grande intuizione decide di sfruttare la cosa a loro vantaggio, facendogliene scrivere uno per rimettere a posto le cose. Dopo aver riportato Raymond alla normalità, inizia la caccia al libro per rimetterlo nel baule ed evitare ulteriori danni. Il libro arriva nella stanza di Raymond pronto a trasformare in realtà ciò che ha scritto, ma Topolino recupera i fogli per provare invano a strapparli. Un vortice trasporta via tutti facendoli ritrovare al Topo Bianco lasciando alla villa solo Manny, Flat e Frau Zucker. Topolino spiega a tutti che il merito della loro salvezza è di Raymond e del suo piccolo segreto, infatti la vera autrice dei suoi libri è la sua segretaria Cindy. Topolino aveva iniziato a fare questa ipotesi, quando ha visto Duepiedi consegnargli un semplice menù a differenza degli altri autori, dalla faccia dubbiosa dell'autista e dalla faccia imbarazzata fatta da Raymond alla domanda di Topolino su chi fosse Cindy. Così, leggendo gli appunti di Raymond in cui aveva scritto di voler Cindy alla villa in quel momento di scarsa ispirazione per il libro, Topolino capisce che tutto ciò li avrebbe salvati. Raymond promette che d'adesso in poi lascerà firmare i libri alla sua Cindy, mentre alla villa Manny e ancora alle prese con il libro predatore sfuggente.

### In una gelida notte
Un mattino pieno di neve a Topolinia, e Topolino e Minni decidono di costruire un bel pupazzo di neve vicino al garage della Casa di Topolino, che Topolino lascerà fino all'indomani. Quella sera prima di andare da Minni a cena Topolino passa qualche ora assieme ai suoi nuovi amici del Topo Bianco dove ritira anche dalle mani di Pipwolf un fermaglio, che Toppersby gli ha gentilmente trovato, per riparare la collana di Minni. La serata passa in fretta tra uno scherzo e l'altro di Cugino Hobi e Topolino vedendo che si è già fatto tardi, dopo aver indossato il suo berretto da neve, saluta tutti pronto a raggiungere la casa di Minni. Arrivato in tempo alla casa di Minni, Topolino, aspettando che le apre la porta, pensa alla faccia che potrebbe fare nel vedere la collana riparata, ma una volta alla porta Minni si mette a urlare terrorizzata e minaccia Topolino di andare via o di chiamare la polizia. Alcuni signori si mostrano disponibili nell'aiutare Topolino, ma dopo averlo visto in volto anche loro iniziano a urlare spaventati. Dal riflesso di un vetro di una finestra Topolino nota che la sua faccia è diventata come quella di un pupazzo di neve e scappa terrorizzato lasciando cadere il regalo per Minni davanti a casa sua, che viene così ritrovato dalla ragazza. Finalmente a casa sua Topolino pensa che si tratti di un'opera di magia piuttosto che di uno scherzo di Hobi, ma le cose si continuano a complicare, poiché per le temperature più alte in casa Topolino si sta iniziando a sciogliere e Pluto, che lo crede un estraneo, inizia a inseguirlo per casa, ringhiando. Uscito dalla finestra Topolino viene notato da due poliziotti che scambiandolo per ladro di appartamenti scendono dalla loro vettura per verificare cosa stia accadendo. Topolino riesce però a seminarli cadendo in un blocco di neve e approfittando dell'attimo di calma nota pulendo il suo cappello che quello che indossava non era il suo. Dal nulla ecco sbucare Ice che dice che il cappello che indossava era il suo e di averli scambiati di proposito per potergli così rivelare un segreto. Da quanto raccontato da Ice chi costruisce un pupazzo di neve trasporta in questa dimensione l'essenza magica di uno dei suoi fratelli. Le persone però si spaventerebbero se scoprissero la verità, così i pupazzi di neve si fingono immobili finché non si sciolgono e la loro essenza magica ritorna nella dimensione gelida da cui provengono. Quando vanno via i pupazzi di neve costruiti diventano molto tristi soprattutto se ciò avviene per ragioni futili come liberare la porta del garage. Dopo la spiegazione di Ice il mattino seguente Topolino decide di chiamare un amico con un furgone frigorifero per trasportare il suo pupazzo di neve in alta montagna dove non si potrà mai sciogliere imparando così la lezione che bisogna rispettare anche i pupazzi di neve. Nel frattempo passa di lì anche Minni, molto preoccupata per ciò che è avvenuta la sera prima, ma Topolino le inventa la scusa di aver inseguito quel furfante quando l'ha sentita urlare, in modo da non doverle raccontare l'assurda vicenda che ha passato.

## X-Mickeyn. 998/03

### Tredicesimo piano
Ogni luogo luminoso ha la sua zona d'ombra, un angolo freddo che non mette paura a causa del gelo, ma che ti fa venire proprio i brividi. È normale avere paura del buio perché, quando ci sei dentro, l'oscurità non la vedi, ma lei vede te. Toppersby, dotato solo di torcia, sta scendendo delle scale in un luogo molto buio quando tra le ombre qualcuno lo spaventa, qualcuno che Toppersby sembra conoscere e di cui un tempo era amico. Topolino è a spasso con Pluto quando nelle lunghe maratone notturne si ritrova senza accorgersene davanti alla Bottega degli Errori e notando la luce accesa si domanda come mai l'amico sia ancora sveglio. Avvicinandosi meglio alla bottega nota però che non si tratta di una luce accesa bensì di una torcia elettrica assieme a segni di scasso sulla porta. Decide così di indagare che cosa stia accadendo e dopo aver dato un forte strattone alla porta si ritrova davanti a un enorme e misterioso individuo avvolto dall'oscurità. Ne Topolino ne Pluto riescono a fermare il furfante che si dilegua poco dopo. Sapendo che Toppersby abita al piano superiore decide di andare a parlare con lui ma, con sua sorpresa, Toppersby non si trova in casa così Topolino decide di avvisare la polizia dell'accaduto. Il mattino seguente Marzabar si presenta puntuale come sempre per la colazione a scrocco e per recapitare un pacchetto a Topolino nel quale trova una lampadina e uno strano biglietto con su scritto di custodirla con cura firmato Toppersby. Topolino resta dubbioso sul pacco appena ricevuto sapendo di non poter trovare risposte poiché l'unica persona in grado di aiutarlo sembra svanita nel nulla. Così decide di recarsi di nuovo alla bottega in cerca di indizi e rimettere un po' in ordine finché alcune ore dopo arriva Pipwolf, da un varco dell'impossibile apertosi all'interno di un cassetto nella scrivania della bottega, giunto fin lì per parlare con Toppersby. Dopo aver sentito da Topolino gli strani fatti accaduti Pipwolf racconta all'amico di aver sentito di strane anomalie tra i passaggi per l'impossibile. La discussione viene interrotta da qualcuno che cerca di forzare la porta d'ingresso mettendo subito in allarme Pipwolf e Topolino. Lo scassinatore viene colto in flagrante e riconosciuto da Topolino, che l'ha visto la sera prima, ma ancora una volta esso riesce a fuggire mettendo facilmente fuori gioco sia Topolino sia Pipwolf. Nella fuga l'energumeno si lascia cadere un distintivo grazie al quale Topolino scopre il nome dell'individuo: un tale di nome Saladin Slade che sembra fare l'investigatore privato. Non avendo Toppersby a disposizione per scoprire molto altro su questo individuo Pipwolf consiglia a Topolino di recarsi assieme al Topo Bianco per parlare con Diecidecimi, un suo vecchio amico che potrebbe essere un degno sostituto. Al locale Pipwolf spiega che Diecidecimi anche se piuttosto anziano ha un olfatto incredibile grazie al quale è in grado di scoprire ogni segreto. Così i due danno il distintivo, la lettera lasciata da Toppersby e la lampadina a Diecidecimi che una volta iniziato ad annusarli incomincia a fare luce su questa intrigata faccenda. Dal bigliettino Diecidecimi avverte odore di ansia e inquietudine scoprendo che una minaccia invisibile e incombente lo preoccupava; dalla lampadina avverte una strana macchina importante che deve essere tenuta nascosta da mani sbagliate e per finire dal distintivo sente un uomo crudele in cerca di vendetta e qualcuno che non dovrebbe esistere. Dopo tutte queste informazioni, Diecidecimi ha uno shock olfattivo non essendoci più abituato. Con la speranza di poter spiegare tutto dopo a Sentinel della causa per cui gli hanno messo a tappeto l'assistente cuoco, Pipwolf e Topolino escono in tutta fretta per poi dividersi in cerca di ulteriori informazioni. Così, mentre Topolino tenterà di scoprire qualcosa in più sul detective Slade, Pipwolf potrà cercare la misteriosa macchina nella bottega degli errori. Al Commissariato di Polizia Topolino fa importanti scoperte su Slade venendo a sapere dall'amico Jones, uno dei poliziotti, che l'individuo che cerca faceva parte della Eagleye LTD, una famosa agenzia investigativa dei tempi passati, in cui Slade ha lavorato per circa 10 anni finché a causa dell'incendio del Sullivan Bulding scomparve. Topolino ringrazia l'amico poliziotto per tutte le preziose informazioni ricevute e va via piuttosto perplesso poiché il tipo a oggi dovrebbe avere più di 100 anni. Raggiunto l'amico alla bottega degli errori Topolino scopre che Pipwolf nel frattempo ha già trovato la macchina misteriosa. La macchina misteriosa altro non è che una radio antica a manovella dove all'interno ci sono tre valvole identiche a quella che Toppersby gli ha lasciato nel pacchetto e che quindi non si tratta di una lampadina come pensavano. Per scoprire perché Slade cercava quella radio Pipwolf decide di azionare il congegno che una volta azionato rischia di aspirare via tutta la stanza. Dopo aver spento il congegno a Topolino viene in mente un particolare e riaprendo un vecchio album di ritagli fa notare a Pipwolf che proprio qualche settimana fa è stato riaperto il Sullivan Bulding, quello bruciato nell'incendio, e Toppersby sembrava esserne molto interessato. Tra i ritagli ci sono anche degli appunti di un fantomatico tredicesimo piano che solitamente non viene mai costruito per scaramanzia. Determinati a far luce sulla faccenda e a ritrovare Toppersby i due si intrufolano all'interno del lussuosissimo e nuovissimo Sullivan Bulding. Dentro l'ascensore, a metà tra il dodicesimo e il quattordicesimo piano, Pipwolf e Topolino saltano fuori dal pannello d'emergenza, situato sopra l'ascensore, raggiungendo il misterioso piano mancante. In questo strano piano tutto sembra simile al resto, ma affacciandosi quella che si vede sembra non essere la solita Topolinia. Dopo aver liberato Toppersby l'antiquario contento di essere stato finalmente liberato e che il radio-vortificatore non è stato preso inizia a raccontare quanto è avvenuto. Toppersby racconta che quell'uomo fu uno dei suoi primi viaggiatori. Era il 1930 e Slade era un detective coraggioso e intraprendente e per questo fidandosi molto di lui gli rivelò ogni suo segreto. Slade se ne approfittò usando tali segreti e conoscenze per arricchirsi. Creò quindi il radio vortificatore per aprire passaggi nel Mondo dell'impossibile per potere razziare e fuggire indisturbato. Tutto ciò però non gli bastò e creò una via di fuga sull'impossibile sempre aperta proprio sul Sullivan Building, hotel in cui lavorava, facendo del tredicesimo piano il suo covo segreto. Per porre fine ai suoi piani Toppersby decise di affrontarlo, ma durante lo scontro si scatenò un incendio che fece fuggire Slade attraverso un varco. Senza più il radio vortificatore e l'accesso al Sullivan Bulding, ormai bruciato, Slade si ritrovò in un limbo senza tempo, finché l'hotel non fu ricostruito. Intorno a quel varco, a seguito della ricostruzione dell'hotel, c'era ora lo spazio materiale attraverso la quale Slade sarebbe potuto tornare libero. Così Toppersby preoccupato si è recato all'inaugurazione dell'hotel, ma è stato colto di sorpresa da Slade. Il criminale compare davanti ai loro occhi intenzionato a farli fuori e a riottenere il radio vortificatore, ma Topolino con grande prontezza riesce a prendere una delle valvole del marchingegno in modo tale da non potere essere azionato. Il criminale riesce ad atterrare Topolino che perde la valvola, riuscendola a recuperare pochi istanti dopo e a nascondersi per riprendere fiato. Il furfante decide di utilizzare il fuoco e Topolino non avendo altre soluzioni cede la valvola al criminale che scompare soddisfatto portandosi via anche il radio vortificatore. Pipwolf, Topolino e Toppersby riescono a fuggire dal tredicesimo piano in fiamme che scompare una volta fuori. Fuori Topolino ammette di essere stato sconfitto e Toppersby crede proprio che il suo ex viaggiatore si farà rivedere. Topolino stupisce tutti consegnando la valvola a Toppersby, spiegando di averla scambiata con una lampadina di un abat jour prima di consegnargliela. Slade si ritrova in un posto molto buio, munito solo di torcia, in cerca della strada che lo liberà ancora una volta.

### Sorridi!
Topolino si trova alla Bottega degli Errori di Toppersby alla ricerca di un regalo per un amico collezionista di oggetti stravaganti quando trova un'antica macchina fotografica a sviluppo istantaneo che gli piace molto. Toppersby, grazie alle sue capacità, gli racconta che quella macchina fu l'ultima invenzione dell'aiutante di Daguerre, l'ideatore della macchina fotografica, ma che qualcosa lo spaventò facendogli abbandonare gli studi di quell'apparecchio. Incuriosito dall'oggetto Topolino decide di tenere la macchina per sé, acquistandola, e prima di andar via chiede a Toppersby di potergli scattare una foto per testare la macchina fotografica. Lungo la strada di ritorno Topolino si ferma per scattare qualche altra foto all'amico Joe e alla sua nuovissima veranda notando nella foto una porta che stona parecchio con il resto della veranda, senza però dirlo all'amico per non rischiare di deluderlo. Una folata di vento dovuta all'accelerazione dell'auto di Chuck fa perdere la foto dalle mani di Topolino che la recupera poco dopo. Indispettito con Chuck poiché andava troppo veloce acconsente poi alla sua richiesta di scattargli una foto accanto alla sua nuova auto. Riguardando la foto appena scattata anche qui Topolino nota la strana porta che aveva visto nella foto precedente accorgendosi che essa è presente anche nella foto di Toppersby e che tale porta a ogni foto è sempre più aperta. Preoccupato da quello che potrebbe nascondersi al suo interno e sperando di ricevere spiegazioni torna da Toppersby, ma trova la bottega chiusa. Così Topolino si reca al Topo Bianco dove però nessuno sembra credergli. Dopo avergli mostrato i fatti scattando un po' di foto Topolino ottiene l'attenzione di tutti. Duepiedi spiega che quella macchina apre passaggi per luoghi inaccessibile e che l'inventore la gettò per paura di che cosa ne sarebbe potuto uscire. Topolino è sempre più preoccupato e tenta di non fare usare la macchina agli altri quando all'improvviso arriva al locale anche Pipwolf che vedendo la macchina vuole scoprire chi si cela dietro la porta. Vengono scattate nel frattempo altre due foto, una da Cugino Hobi e una da Pipwolf, finché la porta non sembra totalmente aperta con una terribile creatura pronta a uscire. Pipwolf vuole scattare l'ultima foto, ma viene bloccato da Topolino che fugge arrabbiato e spaventato, portandosi via la macchina giurando di riportarla indietro alla bottega l'indomani. Il mattino seguente Marzabar, puntuale come sempre, sta facendo colazione a Casa di Topolino quando decide di utilizzare la macchina fotografica sul tavolo incuriosito spaventando Topolino che sa che quella potrebbe essere la foto che farà uscire il mostro dalla porta, ma fortunatamente il rullino è finito. Marzabar consiglia a Topolino di cercarne un nuovo utilizzando la sua rivista specializzata di alieni, ma Topolino preferisce non indagare oltre.

## X-Mickeyn. 997/04

### Il giorno dei Dimentiratti
La memoria. L'oblio. È più difficile ricordare o dimenticare? Topolino sta sognando l'ultimo anno di liceo quando era ancora al suo primo appuntamento con Minni aiutato come sempre dai suoi amici Pippo e Orazio pronto a risolvergli ogni problema. Il sogno sembra procedere così come sono avvenuti i fatti finché Manny non si manifesta nel sogno avvisando Topolino che due Dimentiratti, delle creature che si nutrono dei più bei ricordi delle persone facendogli dimenticare di essere stato felice, sono evasi dal carcere e di seguirlo. Finite le dovute spiegazioni Topolino viene sorpreso in compagnia di Manny da Minni che gelosa si arrabbia promettendogli che non avrà nessun futuro con lei. Prima di andare via Manny chiede a Topolino di non raccontare nulla a Pipwolf poiché potrebbe essere troppo pericoloso per lui. Al suo risveglio Topolino pensa di aver fatto uno strano e inquietante sogno e decide di raggiungere Pipwolf al Topo Bianco per raccontargli tutto. Al locale Pipwolf e la combriccola di amici stanno ascoltando le incredibili storie raccontate da Rowena, una frequentatrice del Topo Bianco, dei suoi casi risolti con l'ispettore Popin. Arrivato Topolino inizia a raccontare a Pipwolf cosa gli è successo, decidendo di interrompere il racconto quando Pipwolf gli conferma delle capacità di Manny di apparire in sogno. Così decide di raccontare i fatti a Sentinel, il quale gli conferma della pericolosità dei Dimentiratti soprattutto per gli accompagnatori dell'impossibile. Essendo al corrente dell'effetto che potrebbero avere su Pipwolf, decide anche lui di non fare capire nulla al pippide mannaro nonostante non gli piaccia mentire all'amico. Con le raccomandazioni di Sentinel di stare alla larga dai quei pericolosi criminali Topolino fa ritorno a casa, dove senza accorgersene i perfidi Dimentiratti sono già all'opera, pronti a sottrarre la memoria delle ville dell'isolato. A casa Topolino non sa come risolvere la faccenda e decide così di addormentarsi, sperando di potere comunicare ancora una volta con Manny. Il sogno di Topolino inizia dal ballo al liceo quando Minni gli chiede di ballare, ma lui, troppo impegnato a cercare Manny, non la considera facendola arrabbiare molto, fino ad andarsi a cercare un altro cavaliere per il ballo. Qualche minuto dopo Topolino si ritrova a chiacchierare con Orazio, raccontandogli di essere stato lasciato da Minni, che adesso sembra avere interesse per qualcun altro, ma Topolino è consapevole che quel ricordo in realtà non si è svolto proprio in quel modo. All'improvviso un forte rumore sveglia Topolino, che poco dopo si accorge essere Pipwolf penetrato dal camino. Pipwolf svela a Topolino di essere al corrente di tutto, poiché Sentinel non ha saputo tenere il segreto e di volerlo aiutare. Al mattino i due iniziano a seguire le tracce lasciate dai due criminali utilizzando un diario, uno dei loro piatti preferiti. Durante la ricerca Pipwolf rivela di aver avuto già a che fare con Oneiros e Aicantus, i due Dimentiratti che cercano, quando furono catturati l'ultima volta e che gli succhiarono parecchi ricordi d'infanzia, riuscendo a fermarli a un prezzo molto alto per tutti, rinchiudendoli in una casa dimensionale. Per catturarli servirono molte persone e ben due giorni di battaglia. Topolino e Pipwolf riescono a raggiungere la biblioteca, il luogo perfetto per far scorpacciate di ricordi, dove i due Dimentiratti si sono rifugiati, ma la situazione è già precipitata, poiché molti libri di storia sono ormai bianchi. Pipwolf ingaggia così battaglia contro i suoi peggiori nemici, ma viene colpito dal loro raggio che gli fa perdere alcuni dei suoi ricordi recenti delle avventure vissute con Topolino. Topolino approfittando della distrazione dei due Dimentiratti fa cadere con una spallata una libreria addosso a loro che si scagliano contro di lui con il loro raggio di dimenticanza. Il raggio non ha però alcun effetto, poiché Topolino si oppone con tutte le sue forze per non dimenticare quei bellissimi ricordi della festa da ballo al liceo con Minni e i suoi amici riuscendo a mettere KO i perfidi Dimentiratti. Con la loro sconfitta anche Pipwolf riottiene tutti i suoi ricordi e, dopo essersi congratulato con Topolino, piglia con sé i due criminali per scortarli fin da Manny. Anche tutti i topolinesi colpiti dal raggio riottengono i loro ricordi e Topolino sulla porta di casa sua trova un biglietto da parte di Minni che gli ricorda che le aveva promesso che avrebbero sistemato insieme le loro foto.

### Fuori orario
Topolino è di ritorno a casa dopo una serata passata al Topo Bianco con gli amici quando si accorge di aver dimenticato le chiavi dell'auto ed è costretto a tornare indietro. Il locale è pero ormai chiuso, ma Topolino vedendo delle luci accese pensa che Sentinel e Duepiedi siano ancora dentro per sistemare. All'improvviso Sentinel apre la porta, non accorgendosi di Topolino, per gettare l'immondizia e Topolino ascolta una sua strana conversazione nella quale il proprietario del locale parla con Ice, Cugino Hobi e Duepiedi di voler eliminare Pipwolf. Spaventato Topolino decide di agire con cautela cercando di scoprire qualcosa di più e avvisare l'amico del pericolo incombente. Poco dopo ecco arrivare Pipwolf al locale attraverso un passaggio del Mondo dell'impossibile e gli amici lo invitano con aria sospetta a sedersi. Uno starnuto mette in allarme Pipwolf, ma gli amici lo invitano a non distrarsi. Topolino decide di passare sulla porta sul retro, evitando così di affrontarli tutti, e facendo fuggire l'amico di soppiatto. Una volta forzata la serrature Topolino si nasconde nel retro bottega finché il suo ennesimo starnuto non allerta tutti facendoli arrivare nel retro bottega. Fortunatamente un gatto che si aggira nel locale in questi giorni funge da momentaneo diversivo per Topolino finché Pipwolf non gli fa saltare il nascondiglio. Così Topolino racconta del folle piano che hanno in mente per sbarazzarsi di Pipwolf, ma Sentinel e la combriccola svelano a Topolino che si tratta solamente di un gioco di carte chiamato la Fiera del Mostro, nel quale Pipwolf è molto forte. Topolino comprende di aver frainteso tutto e spiega di essere tornato al locale per le chiavi della macchina che sfortunatamente sono state mangiate dal gatto che si aggirava nel locale in questi giorni scappato di nuovo dalla gabbietta di Duepiedi dopo che si è spaventato quando è comparso all'improvviso.

## X-Mickeyn. 996/05

### Prima che sia giorno
Topolino si sta dirigendo a Gothic Hill dove Pipwolf gli ha dato appuntamento. Lungo il tragitto si sofferma a osservare gli spaventapasseri delle case vicine, quando un'auto sbucata dal nulla lo fa andare a finire lungo una scarpata oltre lo steccato posto sul ciglio della strada. Al suo risveglio, ancora stordito, scorge un uomo che gli ha appena prestato soccorso e che lo invita ad accomodarsi a casa sua per riprendersi un attimo. Sentita la destinazione di Topolino l'uomo gli rivela che la cittadina che cerca non è poi così lontana e dopo aver agganciato l'auto al suo trattore i due si dirigono alla fattoria del signore non prima però che Topolino abbia notato che quello spaventapasseri che aveva visto un attimo prima adesso non c'è più. Alla fattoria, tra un pasto e l'altro, Topolino apprende che non è un caso comune la sparizione degli spaventapasseri e che tutto ciò può essere collegato all'antica leggenda di Svenson. Dopo essersi finalmente congedato dai due gentili signori Topolino arriva qualche minuto dopo a Gothic Hill, la sua destinazione. Dopo essere passato dall'albergo, dato che l'appuntamento fissato è per la notte, Topolino decide di fare una visita a questa piccola cittadina che conta solo 47 abitanti. Durante la passeggiata Topolino nota come la gente del posto sia molto cordiale per poi entrare al Big Joe, la tavola calda del luogo. Al locale conosce Mary, una ragazza interessata alla del misterioso ladro di spaventapasseri e così Topolino, cogliendo la palla al balzo, decide di chiedere di più sulla misteriosa leggenda di Svenson. Secondo il barista la leggenda risale a quando ancora il paese non esisteva e il luogo era popolato di fattorie sperdute. Un giorno sul luogo giunse uno straniero ombroso e taciturno che occupò la casa abbandonata degli Svenson facendo finire la gente per chiamarlo così. Quando gli spaventapasseri iniziarono a sparire si iniziò a sospettare di lui facendo spargere tra la gente la voce che lo strano individuo praticasse arti mistiche. Ben presto tutto ciò trovò conferma di fatti Svenson animò gli spaventapasseri del paese formando un piccolo esercito di uomini di paglia. Inizialmente la gente pacifica del posto subiì senza reagire finché stufi, un giorno, decisero di assaltare la casa bruciandola e mettendo in fuga Svenson. Dopo il racconto della storia ed essersi congedato con Mary raggiunge di nuovo l'albergo dove una volta entrato nella sua stanza si incontra con Pipwolf, appena arrivato dall'armadio. Pipwolf svela all'amico che l'appuntamento in questo posto è per fermare il misterioso ladro di spaventapasseri, che è tutt'altro che una leggenda. Pipwolf rivela che il nome della creatura è Mow, un individuo appartenente a un altro mondo dal quale fu cacciato per abuso di potere: il potere di animare fantocci. Mow finì in questo mondo per caso attraversando un varco dimensionale lo stesso che utilizzò per fuggire quando fu cacciato dal villaggio. Pipwolf intenzionato a fermare Mow spiega che la creatura sulla Terra ha poteri limitati poiché qui può solo utilizzare cose già costruite ed ecco il motivo per cui se ne va in giro rubando spaventapasseri. Inoltre per animarli ha bisogno del suo bastone e di una notte di luna piena. Stando al piano di Pipwolf spetterà a Topolino recuperare il bastone di Mow poiché il campo di energia di Mow non consente a Pipwolf di oltre passare il perimetro nella quale il bastone si trova. Così Topolino inizia la sua missione di recupero, finché non viene colto di sorpresa e stordito da Mow. Al suo risveglio si ritrova faccia a faccia con Mow che ha anche recuperato il suo bastone pronto per assaporare la sua vendetta. Topolino viene lasciato solo, ma ben legato, quando da un anfratto compare Pipwolf, che è riuscito a oltrepassare il campo di energia e salva l'amico. Il campo di energia torna a farsi sentire una volta fuori costringendo ancora una volta Topolino a proseguire da solo. Nel frattempo Mow ha iniziato a dare vita al suo esercito, ma durante una sua distrazione gli viene sottratto il bastone da Topolino. Topolino si ritrova ben presto inseguito da Mow e il suo esercito ma durante la fuga riesce a elaborare un ottimo piano per sconfiggere i cattivi decidendo di distruggere il bastone. La distruzione del bastone fa svanire tutti gli spaventapasseri animati e spedisce Mow in un'altra dimensione. Pipwolf e Topolino sconfiggono così il terribile Mow, facendo così ritorno a Gothic Hill. Il mattino seguente Topolino si prepara al suo rientro a casa dopo aver salutato tutti i residenti promettendo che tornerà a trovarli non immaginando però cosa nascondono dietro. Il barista del locale si ripromette tra sé e sé che se un giorno Topolino tornerà gli racconterà la fine della storia; da quando Mow scomparve la prima volta e le sue creature restarono indifese a come si nascosero dall'uomo per paura di essere distrutte. Di come si camuffarono a agli occhi di tutti costruendo un paese dove vivere in pace il cui nome è Gothic Hill.

### Il segreto di Manny
Topolino e Pipwolf si trovano alla Villa di Manny assieme alla proprietaria dove stanno cacciando alcuni ectoplasmi fastidiosi. La caccia viene portata a termine con successo in un clima di allegria finché la troppa sicurezza di Topolino spinge Manny a cacciare via l'amico preoccupata che il suo atteggiamento spavaldo possa farlo finire in un'altra dimensione da cui non poter tornare mai più. Una volta sola Manny si confida con Frau Zucker confidandole di temere che Topolino possa cacciarsi nei guai e di propendere per la decisione di non farlo tornare più nel Mondo dell'impossibile. La governante consiglia alla ragazza di andare a parlare con il prozio Wilbur, o meglio ciò che resta di lui, visto che è soltanto un quadro anche se vivente, il quale dice alla nipotina che è meglio che lasci che ognuno segua il suo destino e che quel suo amico gli ricorda proprio quella certa persona, trovando conferma anche dalla ragazza. Al Topo Bianco Topolino apprende da Sentinel di Lenny, il fratello gemello di Manny, designato a diventare l'erede della famiglia e del controllo ai varchi dimensionali, finché un giorno non si avventurò nel Bosco dei 100 scomparsi finendo per smarrirsi. Topolino scopre inoltre che Lenny era un tipo molto simile a lui anche nell'aspetto, ma di colore bianco come sua sorella. Intenzionato a scoprire di più sulla faccenda chiede altre informazioni sul misterioso bosco a Ice il quale rivela che quel luogo misterioso è in grado di attrarre tutti quelli che si sentono abbastanza temerari da affrontarlo. Tale bosco è attraversato dal sentiero dell'abbandono che nessuno può lasciare senza perdersi. Il bosco, inoltre, fa di tutto per far perdere le tracce agli sventurati e attirarli all'interno del suo vortice in grado di spedirti in una dimensione parallela. Ice svela anche il modo per uscirne cioè percorrere tutto il sentiero dell'abbandono senza mai lasciarlo. Intanto Manny riceve una lettera nella quale scopre che Topolino si è avventurato nel bosco da solo alla ricerca di suo fratello facendola precipitare a salvarlo. Fuori dal Topo Bianco Pipwolf risponde a una chiamata che lo avvisa che Manny ha deciso di affrontare il bosco per salvare suo fratello. Topolino e Pipwolf, decisi a salvarla, attraversano un varco dell'impossibile e si dirigono anche loro al bosco. Topolino chiede all'amico di entrare nel bosco da solo con l'ordine di venirlo a cercare assieme ad altri accompagnatori in caso non tornasse dopo due ore. Una volta dentro sia Manny sia Topolino, ognuno alla ricerca dell'altro, vengono messi a dura prova dal bosco che tenta di tutto per attirarli nel suo varco attraverso delle illusioni. Nonostante ciò Manny e Topolino riescono a ritrovarsi scoprendo assieme che sono stati attirati entrambi proprio dal bosco in questa trappola e, più determinati che mai, decidono di percorre per intero il sentiero dell'abbandono. Durante il percorso Manny svela a Topolino che suo fratello Lenny si è avventurato in questo bosco a causa sua e di avere aspettato per anni il suo ritorno. La dolce Manny è però sicuro che un giorno suo fratello riuscirà a uscire dalla dimensione parallela e quel giorno potrà riabbracciarlo. Manny finito il racconto sente la voce di Lenny che gli grida aspettami, ma Topolino teme sia soltanto un'altra illusione finché non scorgono il Castello dei Sussurri. I due ci si avventurano e al suo interno trovano tanto oggetti appartenuti a tutte le persone scomparse e tra le tante cose vi è anche il carillon di Lenny, regalatogli da Manny per un compleanno. Arrivati alla sala dei riflessi Topolino e Manny non sanno quale dei tanti specchi potrà riportarli a casa, ma il carillon di Lenny si illumina rivelando un messaggio per la sorella. Nel messaggio Lenny ringrazia la sorella per aver attraversato il bosco per salvarlo, ma il suo spirito avventuriero e la passione per l'esplorazione lo spinge a non tornare. Congratulandosi per l'ottimo lavoro svolto come guardiana dei varchi dimensionali Lenny svela che ogni specchio conduce a casa. Alla villa Manny ringrazia Topolino per averla aiutata consolidando così la loro amicizia. Una volta a casa Topolino è pronto per una giornata di riposo, ma l'arrivo di Minni lo costringe a dover rimandare il tutto e a sorbirsi le chiacchiere della fidanzata.

## X-Mickeyn. 995/06

### La giostra
Topolino e Minni sono al Luna Park per godersi una rara e soleggiata giornata d'autunno provando le varie attrazioni. A Minni viene in mente di provare una classica giostra per bambini convincendo il suo fidanzato un po' in imbarazzo a salirci. Durante il giro in giostra Topolino sembra perde conoscenza e inizia a sentire delle voci, così Minni preoccupata lo fa distendere su una panchina dopo averlo fatto scendere. Una volta ripresosi i due tornano a casa anche se Topolino è fortemente convinto che in quella giostra c'era qualcosa di strano. Il giorno dopo Topolino durante la colazione con Marzabar a cui racconta la strana faccenda avvenuta il giorno prima scopre leggendo il giornale di un audace colpo avvenuto al Luna Park in cui è stato rubato un cavalluccio della giostra, proprio come quello su cui si trovava il giorno prima. Così, pensando che qualcosa di oscuro si nasconda in questa faccenda, decide di tornare al Luna Park per indagare. Parlando col giostraio Topolino scopre che quel cavalluccio, probabilmente appartenente a una giostra molto vecchia, era stato aggiunto da poco e che era stato rinvenuto presso un rigattiere di cui Topolino si fa dare l'indirizzo. Fuori dal Luna Park incontra Toppersby anche lui in cerca di notizie su un certo cavalluccio che notando l'amico interessato al caso racconta quanto sa della vicenda. La storia che ha inizio oltre un secolo fa risale all'antica Europa, nell'antica Baviera, in cui viveva un artigiano fabbricante di giostre di nome Brugger dalle cui mane uscivano veri e propri capolavori. Brugger però all'insaputa di tutti era un viaggiatore, dal Mondo dell'impossibile infatti esso carpì molti segreti e se ne servì per costruire una giostra molto speciale in grado di trasportare i suoi passeggeri avanti e indietro nel tempo. Topolino comprende allora che grazie a quel cavalluccio è stato trasportato nel passato a quando era un bambino e che la voce sentita era quella della zia Topolinda. Toppersby spiega a Topolino che la sua visione era confusa poiché la giostra era incompleta interrogandosi su come sia potuta giungere fino a Topolinia. Convinti che qualche mal'intenzionato voglia metterci le mani sopra per scopi malvagi i due decidono di proseguire le indagini assieme dirigendosi all'indirizzo del rigattiere. Il rigattiere svela l'esistenza di altri due cavallucci, ma che sfortunatamente per loro essi sono stati venduti a un collezionista. Arrivati alla villa del collezionista, che è anche un vecchio cliente di Toppersby, i due iniziano a fargli alcune domande venendo a conoscenze che anch'essi sono stati rubati. I due tornano così nelle loro abitazioni per studiare meglio la mossa successiva, finché a tarda sera non si presenta a Casa di Topolino con un messaggio Pipwolf. Il messaggio è da parte di Toppersby che ha importanti scoperte da rivelargli. Alla Bottega degli Errori Toppersby ha trovato un diario di Brugger dove al suo interno vi è una figura della sua giostra. Pipwolf riconosce subito uno dei pezzi, quello a forma di cigno, dicendogli che possono trovarlo presso un antico teatro abbandonato. Con l'aiuto di Pipwolf, i tre riescono a entrare attraverso una finestra del teatro e a trovare il cigno proprio dove indicato da Pipwolf. All'interno dell'edificio c'è già anche il ladro che mette in allerta i tre che si mettono a inseguirlo perdendone le tracce poco dopo. Al loro ritorno nella stanza dove hanno trovato uno dei pezzi della giostra il cigno è già sparito. Fuggendo dalla porta sul retro inizia l'inseguimento al ladro che li conduce fino a un vecchio Luna Park abbandonato dove i tre dopo essere caduti in trappola si ritrovano al cospetto del ladro che si rivela essere il collezionista ex cliente di Toppersby accompagnato dal suo fido assistente. Il collezionista svela il suo interesse per le scienze arcane e della sua ossessione per la giostra da quando ne conobbe l'esistenza, rivelando poi la giostra appena ricomposta, intenzionato a diventare il padrone dello spazio e del tempo. La giostra sembra però non rispondere ai comandi e, mentre nessuno li osserva, Pipwolf coi suoi affilati artigli libera tutti, cogliendo di sorpresa i criminali che finiscono sulla giostra che inizia a girare all'indietro dopo essere stata azionata da Toppersby. I criminali sembrano aver dimenticato tutto e dopo aver lasciato andare i due criminali spiega che la giostra possiede una finta leva di avviamento, mentre la leva vera è stata nascosta, che permette alla giostra che gira al contrario di cancellare la memoria ai passeggeri senza scrupoli. Prima di riportare la giostra in un luogo dove nessuno possa trovarla Topolino ottiene il permesso di farci un giro, ricordandosi così di tutti i bei momenti passati assieme alla zia Topolinda quando era piccolo. Finito il giro la giostra scompare, per riapparire da qualche altra parte, e Topolino sotto la luna ripensa ancora a ciò che ha appena visto.

### Se fosse vero?
Topolino si alza dal letto di improvviso spaventato da dei rumori provenienti dal piano di sotto. In cucina scopre però che è soltanto Marzabar, il suo postino, anche se è più agitato del solito. Il postino, che cospargendo la casa di sale, spiega di essere preoccupato a causa dell'eclissi di sole imminente che permetterebbe ai Myxtir, creature dispettose che recano terribili scherzi alle loro vittime, di attraversare un varco dimensionale e giungere nel loro mondo. Topolino però sembra non credere a una sola parola di quanto Marzabar ha appena letto sulle sue strane riviste, ma decide ugualmente di assecondare il postino pur di tranquillizzarlo. Così i due si mettono davanti alla TV per sentire lo stato di avanzamento dell'eclissi quando alla porta bussa il vicino di Topolino. Marzabar cerca di respingere in tutti i modi il vicino non permettendo a Topolino di aprire la porta poiché i Myxtir sono dei mutaforma e potrebbero aver preso il posto di chiunque. Per essere più al sicuro, visto che il sale è l'unica cosa in grado di respingere le creature, Marzabar chiede di andare a sigillare anche le finestre del piano di sopra. Topolino rivela però che potrebbe esserci un altro accesso per le creature giù in cantina e ciò fa precipitare Marzabar di sotto per verificare che non sia già troppo tardi. Topolino inizia a preoccuparsi per l'amico in cantina che non si è fatto più sentire e, preoccupato, decide di andare a vedere che cosa stia accadendo di sotto. Topolino si spaventa sentendo dei rumori, ma poco dopo si accorge che è solo Marzabar che si sta mangiando tutte le scorte dei suoi cerali preferiti. L'eclissi finisce e Topolino piuttosto scosso si chiede dove sia finito il postino quando se lo ritrova davanti a casa. Marzabar come sempre arriva per la colazione, ma Topolino arrabbiato domanda se non è già sazio dopo le quattro scatole prelevate dalla cantina. Il postino non capisce di cosa Topolino stia parlando e dopo un rapido riassunto gli assicura che non poteva essere lui la persona con cui ha passato il tempo durante l'eclissi, poiché oggi i postini a causa di essa hanno ritardato le loro consegne di un'ora. Topolino ripensando a ciò che sa su queste strane creature capisce di essere stato proprio lui la vittima dello scherzo del Myxtir mentre intanto la creatura se la fila via sghignazzando.

## X-Mickeyn. 994/07

### Dietro la maschera
Notte di Halloween a Topolinia, una notte piena di misteri e sorprese, quando Toppersby tra le cose appena arrivate in negozio trova una strana maschera che sembra spaventarlo fino a prendere possesso di lui. Nel frattempo alla casa di Topolino tutto è pronto per una lunga notte di dolcetti e scherzetti che Tip e Tap andranno a fare assieme a Minni, che si offerta di passare la serata con loro. Poco dopo arriva in casa, direttamente dal frigorifero, anche Pipwolf che dice all'amico che Toppersby li sta aspettando per mostrargli qualcosa di incredibile. Così, dopo essersi assicurato che Minni e i nipotini si sono allontanati, Topolino si dirige assieme all'amico alla Bottega degli Errori, dove, una volta arrivati, trovano parecchio disordine e un astuccio vuoto. Preoccupati allora decidono di far tappa al Topo Bianco per indagare sulla faccenda. Poco distante intanto Toppersby con indosso la maschera sta terrorizzando gli ignari abitanti di Topolinia. Lungo la strada verso il Topo Bianco Topolino pensa che sia meglio chiedere aiuto a Manny, ma Pipwolf non ha intenzione di contattare l'amica poiché anche stavolta lui non ha sostenuto l'esame per accompagnatori. A un tratto Toppersby appare dinnanzi a loro, scappando poco dopo, quando Topolino prova a fermarlo. Topolino intuisce subito che la maschera ha preso il controllo di Toppersby e dopo un'allarmante telefonata da parte del Commissario Basettoni, per ragguagliarlo sugli strani avvenimenti che stanno succedendo in città, decide di dirigersi in fretta al Topo Bianco per approfondire meglio la faccenda. Al locale Sentinel sembra confermare i fatti dedotti da Topolino, ma non sa dire di che tipo di creatura si tratti finché una telefonata di Manny non svela a Topolino cosa è accaduto realmente. Manny spiega che si tratta di una maschera in grado di fare uscire il lato oscuro delle persone avvisando Topolino di intervenire prima del sorgere del sole poiché senno non ci sarà più alcuna speranza per il vecchio Toppersby che rimarrà col suo lato oscuro per sempre. Pronti a salvare l'amico Topolino e Pipwolf iniziano a seguire le tracce di caos lasciate in giro per la città dal malvagio Toppersby, che sta trasformando le persone in ciò che i loro costumi di Halloween rappresentano. Per attirare l'attenzione di Toppersby allora Topolino decide di travestirsi anche lui comprando un costosissimo costume in un negozio vicino. Poco dopo i due ritrovano Toppersby davanti a un grande manifesto che pubblicizza la grande festa di Halloween di Topolinia che si tiene al palazzetto dello Sport, ma anche stavolta l'astuto antiquario gli sfugge. Topolino e Pipwolf, spaventati di quel che potrebbe succedere all'interno del palazzetto, dove milioni di Topolinesi si sono radunati per la grande festa di Halloween, seguono Toppersby determinati a far rinsavire l'amico. Topolino si fa prestare una pistola da un amico poliziotto, raggiunge Toppersby sul tetto e gli punta la pistola contro. Per difendersi Toppersby lancia un incantesimo che fa perdere l'equilibrio a Topolino che rischia di precipitare giù. Il topo viene però salvato in tempo da Toppersby che gli tende la mano riportandolo su. Toppersby si toglie la maschera e Topolino lo ringrazia, dicendogli che ha sconfitto il suo lato oscuro. L'incantesimo si spezza e i Topolinesi ritornano alla normalità. Al Topo Bianco Toppersby confessa di non ricordare nulla e ricorda a Pipwolf che ognuno di noi è fatto di luci e ombra e che è importante che ognuna di essa esista. Il mattino seguente Marzabar consegna a Topolino una salatissima bolletta contenente la somma della chiamata a carico del destinatario che Manny aveva fatto a Topolino. Minni invece è arrabbiatissima, poiché Topolino non è venuto a riprendersi i nipotini come promesso facendo così saltare l'uscita di Minni con Clarabella.

### Una giornata da incubo
Puntuale come ogni mattina la sveglia suona e per Frau Zucker inizia una nuova e intensa giornata di lavoro. Come prima cosa inizia a preparare una delle sue gustose e ricche colazioni per la signorina Manny che verrà servita in perfetto orario, il tutto mentre viene continuamente disturbata dalla radio che mette parola su ogni cosa. Dopodiché viste le numerose richieste da parte di gente che vuole parlare con la padrona di casa per risolvere i più svariati problemi, su incarico di Manny, inizia la scrematura dei candidati per trovare quelli con i problemi più urgenti da risolvere. La giornata prosegue dunque con le faccende domestiche come il bucato e il pranzo sia per Manny, che viene attirata a tavola con una scusa, che per Gertie, la piantina carnivora di casa. Dopo un'oretta di pausa a leggere velocemente un libro e servito il tè delle cinque alle 18.30 si passa alla spesa e al faticoso compito di convincere gli alimenti a entrare nel carrello per poi essere acquistati. La cena salta a causa di un appuntamento di Manny di lavoro così Frau Zucker dopo aver respinto un possibile spasimante è pronta per andare a dormire, non prima di aver chiuso porte e finestre e puntato la sveglia, consapevole che l'indomani si ricomincerà di nuovo da capo.

## X-Mickeyn. 993/08

### Trema, Mostropoli!
Pipwolf racconta ai lettori che deciso di riaffrontare finalmente l'esame per accompagnatore e mostra i libri e le materie di studio dell'esame raccontando che l'intera Wolfy village, il paesino in cui vive, era al corrente del suo esame. Il suo maestro delle elementari, Oldwolf, decide di aiutarlo un po' nel ripassare le materie di studio. Poco dopo un bollettino radio comunica di strane sparizioni causate da un pericoloso emissario di Horror City, la pericolosa città delle ombre governata dal misterioso gruppo dei Cattiwoni, comandati dalla Suprema Oscurità, che si aggira per Mostropoli. Pipwolf nonostante il consiglio da parte delle autorità di tenere al sicuro i propri viaggiatori limitando gli spostamenti decide lo stesso di contattare Topolino per poter andare meglio a fondo della faccenda. Nello stesso momento a Horror City la congrega dei Cattiwoni sta pianificando di far sparire tutti i governanti e le cariche politiche di Mostropoli per poter poi loro stessi salire al potere. A Topolinia, poco dopo, Topolino assonnato sente qualcuno chiamarlo da dentro il televisore finché stranito, dopo essersi avvicinato a esso, finisce per esserci risucchiato dentro. All'interno un uomo sopra una gondola lo avvisa che sta per essere catapultato a Mostropoli. In città Topolino s'incontra subito con Pipwolf, che dopo avergli svelato che si trova nella sua città, gli racconta che cosa sta succedendo in città. Inizia così la ricerca del misterioso mostro che c'è dietro la sparizione dei governanti di Mostropoli dove durante il tragitto Topolino prende coscienza e visione degli usi e costumi degli strani abitanti che popolano il Mondo dell'impossibile. Nel frattempo il mostro attraverso un guanto Catturex, un guanto incantato che con un solo tocco scaraventa chi vi è entrato in contatto in una dimensione prigione, ha già catturato numerosi politici e persone di spicco. Pipwolf e Topolino iniziano la ricerca dei pochi politici di Mostropoli rimasti per salvarli, ma puntualmente, dopo averli trovati, finiscono per essere gabbati dal mostro di Horror City che è sempre un passo avanti a loro. Con la scomparsa dell'ultimo governante il mostro di Horror City sembra aver vinto e a Topolino non resta che congratularsi con lui inchinandosi dinnanzi alla sua vittoria. Ma tutto ciò è solo un astuto piano poiché il mostro sentendosi lusingato si stringe la mano da solo come in segno di potere e sparisce, poiché si è toccato col guanto. Liberatisi del nemico Pipwolf prende possesso del guanto e pescando dal suo interno inizia a liberare tutta la gente intrappolata dopodiché neutralizza il potere del guanto rivoltandolo. In segno di gratitudine i governanti di Mostropoli preparano una grande festa per Pipwolf e Topolino, ma ben presto e ora di tornare a casa. Pipwolf si ricorda che prima di venire qui aveva dato l'esame per l'orale e che mancava poco per lo scritto e di corsa si reca all'università per sostenere l'ultimo esame trovando però chiuso. Alla porta sono affissi i risultati e Pipwolf nota che nonostante sia arrivato tardi non avrebbe potuto sostenere lo scritto ugualmente poiché non ha superato nemmeno l'orale. Pipwolf non si scoraggia e ritorna a casa a studiare pronto a sostenere di nuovo l'esame per accompagnatori.

### Segreti da autista
Topolino e Pipwolf stanno aiutando l'amica Manny a catturare una lumaca ecto plasmatica che da mesi danneggiava le piantine all'interno dell'orto botanico della Villa di Manny. Dopo la cattura Manny ringrazia gli amici dell'aiuto, ricompensandoli con un comodo ritorno a Topolinia a bordo della sua lussuosissima auto guidata dal suo autista, ma prima di andare via Topolino chiede a Manny perché il suo autista cammini sempre con una chiave inglese. Manny non se lo fa ripetere due volte e racconta così il motivo, dicendo di aver risolto il mistero qualche sera prima. Durante un po' di relax leggendo un Libro Predatore Manny si ricorda di aver dimenticato la cena coi suoi ex compagni di scuola e, visto che tutto il personale è in libera uscita, decide di andarci da sola, utilizzando la sua auto, che per stavolta guiderà da sola grazie anche alla sua mostropatente. Durante il tragitto è costretta però a prendere una strada desolata a causa di alcuni danni provocati da un grosso mostro alla strada principale, quando a un tratto la macchina la lascia a piedi di colpo in mezzo a una fitta pioggia. Poco distante Manny trova un'abitazione, ma lo strano individuo che ci abita non sembra molto disposto ad aiutare la ragazza, poiché impegnato alla caccia di un fantasma scappato dalla sua auto Phantom. Manny avvisa l'individuo di possedere anche lei una Phantom e gli spiega che di colpo si è messa a cigolare e urlare. L'individuo che pensa di aver capito il problema si fa accompagnare da Manny lì dove si è fermata la sua auto, scoprendo, una volta aperto il cofano anteriore, che lì dentro c'è proprio il fantasma che cercava rimasto intrappolato dopo essere corso a salutare l'ectoplasma a bordo dell'altra phantom, come d'abitudine tra i fantasmi delle Phantom, a causa di una valvola troppo stretta. Tutto ciò fa interrompere il flusso ectoplasmtico facendo bloccare il motore. Il mostro spiega anche a Manny che chiunque possegga una Phantom ne conosce il segreto e porta con sé una chiave inglese per farla ripartire. Così Topolino apprende il motivo e resta stupito di un'auto che va a fantasmi non avendo più molta voglia di salirci a bordo per tornare a Topolinia, mentre Pipwolf è davvero entusiasta di farci un giro.

## X-Mickeyn. 992/09

### Regalo di Natale
Mancano solo due giorni a Natale e Topolino sta ultimando la sistemazione dei regali sotto l'albero quando si accorge di aver dimenticato il regalo per Pipwolf. Così decide di dirigersi al Topo Bianco per chiedere aiuto a Sentinel sul regalo adatto che potrebbe piacere al suo accompagnatore. Esso gli consiglia di andare da Toppersby credendo che sia la persona più indicata che saprebbe cosa potrebbe piacere a Pipwolf. Prima di lasciar andare l'amico però Sentinel dona a Topolino, gratuitamente, un biglietto della lotteria di Natale. Spiegata la situazione a Toppersby la situazione non migliora poiché l'antiquario sa quanto è difficile capire i gusti di Pipwolf, ma propone a Topolino di seguire Pipwolf poiché esso tende spesso a fare commenti ad alta voce sulle cose che gli piacciono. Toppersby si offre quindi di fare eccezionalmente da accompagnatore a Topolino per il Mondo dell'impossibile con il quale si reca, utilizzando uno dei varchi dimensionali appena apertosi a Topolinia, a Wolfy village, luogo in cui Pipwolf abita. Topolino rimane incantato dalla meraviglia del posto e seguendo i consigli di Toppersby si appostano vicino a casa di Pipwolf, aspettando che l'amico esca, pronti per pedinarlo. I due vengono però presi d'assalto da una signora del posto che li scambia per tipi sospetti e si mette a inseguirli facendogli perdere di vista Pipwolf. Poco dopo i due chiariscono l'equivoco e grazie a Igor, il postino invisibile, riescono a riprendere le tracce di Pipwolf arrivato a Mostropoli. Pipwolf si trova al Monster Mall, noto centro commerciale di Mostropoli, per parlare, come ogni anno, al Grinch, il Babbo Natale del Mondo dell'Impossibile, per raccontargli cosa vorrebbe ricevere per natale. Sfortunatamente però Toppersby e Topolino non riescono a sentire nulla di tutto quello che Pipwolf chiede al Grinch poiché vengono infastiditi da un bambino drago e suo padre che scambiano Topolino per un peluche. Per paura di essere riconosciuti Topolino e Toppersby decidono di camuffarsi, ma nel frattempo Pipwolf, che è alla ricerca pure lui di un regalo per Topolino, va via dal centro commerciale prendendo un Mostrobus. I due continuano l'inseguimento dell'amico che nel frattempo è sceso ed è entrato in un negozio di souvenir, ma dopo che esso esce dal negozio dei loschi tizi incappucciati lo prelevano di peso e lo caricano a bordo della loro mostro auto. Topolino che vede la scena da lontano si inizia a preoccupare che possano fare male al suo amico, ma grazie a Toppersby e alle sue enormi conoscenze utilizzando un velocissimo PAXI, un tartarugone da corsa del Mondo dell'impossibile fanatici delle buone maniere, riescono a tenere testa alla mostro auto dei rapitori è raggiungere il luogo dove Pipwolf è stato portato. Il maniero, piuttosto spettrale, si rivela pieno di insidie, ma i due riescono a superarle tutte fino a giungere da Pipwolf che si trova legato a una sedia. Con sprezzo del pericolo Topolino si getta addosso a uno dei rapitori che una volta tolto il cappuccio si rivela essere Ice. Con lui c'è anche Cugino Hobi e un'altra amica di Pipwolf. I tre spiegano che è stato tutto un equivoco poiché loro volevano fare uno scherzo a Pipwolf seguendo le tradizioni del Mondo dell'impossibile dove a Natale ogni scherzo vale. Dopo aver lasciato il tetro maniero e le dovute spiegazioni sul perché Topolino si trova a Montropoli senza essere accompagnato da Pipwolf l'accompagnatore dona il suo regalo a Topolino. Pipwolf si aspetta anche lui un regalo, ma Topolino imbarazzato non sa che donargli, poiché non ha trovato niente di adatto a lui quando dalla tasca una voce lo avvisa di aver vinto la lotteria di Sentinel. Topolino decide allora di cedere la vincita a Pipwolf, regalandogli così uno splendido viaggio. Il giorno di Natale a Topolinia tutti si scambiano i regali e ognuno è felice del regalo ricevuto finché a Topolino non viene in mente di aprire il regalo che ha ricevuto da Pipwolf. In un attimo il panico si scatena e i blobboni da guardia di Pipwolf terrorizzano amici e parenti.

### Oltre la tela
Topolino è di rientro a casa con molti regali di Natale per amici e parenti quando dal regalo di Minni sbuca fuori Pipwolf, teletrasportatosi a Topolinia grazie a un varco dimensionale, che preleva in fretta e furia l'amico senza spiegargli niente catapultandolo all'interno del varco che sbuca a casa sua. A casa di Pipwolf il Pippide Mannaro spiega a Topolino di aver bisogno di lui per ritrovare il suo amico Jeremy, che vive all'interno di un quadro di casa, misteriosamente scomparso. Grazie a una rapida deduzione Topolino nota all'interno del quadro una mappa dettagliata che Pipwolf conferma essere la città dalla quale Jeremy proviene. Con un po' di vernice speciale per accompagnatori i due raggiungono facilmente l'interno del quadro dove iniziano subito le ricerche di Jeremy. La loro prima meta è la taverna del posto, al cui interno trovano numerosi e stranissimi ospiti. Dopo aver conservato un po' con loro, Pipwolf nota vicino al bancone del bar una persona che scambia subito per Jeremy, date le sue somiglianze. Il tipo rivela di essere il cugino e conversando un po' con Topolino e Pipwolf svela che Jeremy da un po' di tempo si lamentava che lì non esista una cosa bianca che cade dal cielo. Altri clienti inoltre svelano che Jeremy cercava un modo per trasferirsi su un'altra tela. Dopo le spiegazioni Pipwolf e Topolino fanno ritorno a casa di Pipwolf prima di sciogliersi e rimanere nel dipinto definitivamente. Topolino pensa di aver risolto il caso, ma nel frattempo qualcuno bussa alla porta. Igor, il postino invisibile, consegna un grosso pacco a Pipwolf il quale scopre che il mittente è proprio Jeremy. Una volta aperto il pacco Pipwolf ritrova l'amico in una nuova tela. Jeremy spiega di aver desiderato tanto poter toccare la neve dopo averla vista e che stanco del suo dipinto estivo ha deciso di cambiare tela, poi pensando che il nuovo quadro avrebbe abbellito lo studio di Pipwolf si è fatto spedire con tutta la tela. Il caso è risolto, ma Natale è ormai alle porte e Topolino è rimasto senza regalo per Minni.

## X-Mickeyn. 991/10

### Buh! da Horror City
Topolino si trova al cinema per gustarsi un film quando dallo schermo irrompe Pipwolf provocando il caos generale tra i presenti al cinema. Poco dopo i due si recano al Topo Bianco, dove Pipwolf spiega all'amico di essersi perso tra i varchi dimensionali a causa della sua grondaia cellulare appena acquistata, un dispositivo che permette agli accompagnatori di sentire i bollettini in cui annunciano le aperture di varchi dimensionali quando non si hanno a disposizione grondaie di case nelle vicinanze. Pipwolf convinto di aver preso una bella fregatura nell'acquisto dell'aggeggio descrive il tipo che gliel'ha venduto agli altri amici del locale i quali sembrano aver preso anche loro una bella fregatura dallo stesso venditore che ha barattato delle vere e proprie cianfrusaglie in cambio di oggetti a cui ognuno di loro teneva molto. Su richiesta di Topolino Ice e Cugino Hobi svelano che il losco truffatore dell'Impossibile, di nome Drake, è molto abile a mercanteggiare e che è quasi impossibile catturarlo poiché riesce sempre a fuggire cambiando aspetto tranne che per il medaglione a forma di drago che porta sempre con sé. Pipwolf ha però udito involontariamente una conversazione tra lui e un cliente, mentre gli veniva venduta la grondaia cellulare, venendo così a conoscenza di numerosi dettagli sulla prossima destinazione di Drake. Grazie a tutti questi dettagli Topolino e amici decidono di attuare un piano per tendere un'imboscata al furfante e riprendersi i loro oggetti preziosi. La loro meta è Horror City, ma prima, seguendo le ferree regole per poter entrare nella spaventosa città, devono ottenere un lasciapassare presso l'ufficio addetto di Mostropoli dimostrando di essere veri e propri cattivoni. Topolino, Pipwolf, Ice, Cugino Hobi, Duepiedi e Sentinel ottengono facilmente il loro lasciapassare e, dopo aver preso due bus, arrivano finalmente a Horror City. Prima di entrare in azione, i sei ripassano il piano da attuare. A Topolino spetterà il compito di fingersi il cliente di Mister Drake, poiché è l'unico che il criminale non ha mai visto, a Pipwolf quello di impedire l'arrivo al locale del vero cliente di Drake, mentre gli altri dopo aver ottenuto il medaglione di Drake, chiave della sua cassetta di sicurezza alla banca, dovranno recuperare i loro oggetti preziosi. Al locale Topolino e Drake si conoscono e grazie a un abile trucco, utilizzando della plastilina magica Duepiedi, riesce a ottenere una copia del medaglione di Drake dopo averlo sporcato volontariamente con della zuppa, per poi consegnarlo a Ice e attuare la seconda parte del piano. Alla banca ICe, Cugino Hobi e Sentinel si fingono clienti che hanno l'intenzione di depositare degli oggetti preziosi: dopo essersi fatti scortare dal bancario fino alle cassette di sicurezza e dopo aver appreso il meccanismo di apertura delle casseforti, riescono a recuperare tutti i loro oggetti, facendo però scattare un allarme. Nel frattempo il vero cliente di Drake giunge al locale, facendo così saltare la copertura di Topolino e Pipwolf. Drake capisce che qualcuno sta provando a fregarlo, anche a causa dell'allarme appena scattato alla banca, che lo ha avvisato che qualcuno ha aperto la sua cassetta di sicurezza. Dal medaglione si attiva un meccanismo di difesa e due grossi draghi appaiono uno alla banca e uno di fronte a Topolino e Pipwolf, mettendo tutti in fuga. Messo alle strette, Topolino decide di utilizzare la grondaia cellulare di Pipwolf per sbarazzarsi di Drake e dei due draghi. Conoscendo il malfunzionamento dell'oggetto, Topolino punta la grondaia cellulare verso Drake, che in un attimo si teletrasporta in un luogo ostile. Topolino e company tornano a casa mentre al cliente di Mister Drake tocca pagare il conto al ristorante per gente che nemmeno conosce.

### Amor al chiar di nulla
San Valentino a Topolinia e gli innamorati si attardano nei parchi con disappunto dei custodi e metronotte. La città vive anche di notte grazie al lavoro dei netturbini, ma sta notte tutti i netturbini sembrano essersi radunati per sentire le storie di Pipwolf che decide di raccontare loro una storia molto personale. La storia risale ai tempi di quando Pipwolf era solo un giovane lupacchiotto e insieme con i suoi amichetti gareggiava a chi ululava più forte alle tre lune dell'impossibile situate nel suo villaggio natale, Wolfy village. Un giorno, andando a trovare uno dei suoi amichetti mannari, Pipwolf viene accolto alla porta da una splendida mannara di nome Luna-Lu, di cui Pipwolf rimase molto colpito. Ralph, l'amico di Pipwolf, propone a Pipwolf di portare sua cugina a fare un giretto per mostrargli il paese, cosa che Pipwolf accetta volentieri di fare. I due passano una bellissima giornata assieme tanto che Pipwolf decide di passare anche le giornate successive con la ragazza per conoscerla più a fondo e mostrargli altre cose belle del Mondo dell'impossibile. I due finiscono per innamorarsi l'uno dell'altro e per scoprire se questo amore esiste davvero decidono di seguire un'antica tradizione, l'amor al chiar di nulla, secondo cui, se si ulula all'unisono davanti alle tre lune perfettamente allineate, qualora fosse vero amore, i due ululati si annullerebbero. La notte dell'allineamento delle tre lune i due affrontano la prova alla valle del nodo di gola, ma essa non viene superata, con profonda delusione della giovane Luna-Lu, che fugge piangendo. Tornati al presente i netturbini sono visivamente commossi dalla storia appena sentita e chiedono a Pipwolf se abbia mai più rivista la sua amata. Pipwolf svela che a Topolinia scoprì qualche anno dopo una gola simile a quella del suo villaggio natale chiamata gola dell'eco, capendo così che quella notte tutto sarebbe andato perfettamente, se non fosse stato a causa dell'eco di ritorno provocato dalla gola. Pipwolf spiega di aver rivisto Luna-Lu qualche anno dopo e che sono tuttora molto amici, almeno finché lui non riproverà la prova dell'amor al chiar di nulla appena le tre lune di allineeranno nuovamente.

## X-Mickeyn. 990/11

### Una sera al Topo Bianco
La storia inizia al Topo Bianco dove un tizio orientale che si è perso entra nel locale per fare un'interurbana. Poco dopo al locale arriva anche Topolino che viene mandato da Sentinel in una saletta privata del locale dove ad attenderlo c'è l'amico Pipwolf che l'ha convocato al locale per parlargli di qualcosa di urgente. Nel frattempo, sempre al locale, Duepiedi è impegnato a inseguire Vercingetorige, il mostruoso animaletto che si aggira spesso per il locale, che ha perso il suo stressosso e che senza esso potrebbe provocare danni ai tavoli del Topo Bianco rosicchiandoli. Nella saletta Topolino trova una situazione surreale assieme a Pipwolf sono presenti anche Ice e Cugino Hobi che secondo il lupo mannaro lo distraggono dallo studio per l'esame da accompagnatore. Ice e Hobi confessano che però è stato proprio Pipwolf a dirgli di distrarlo dallo studio cosa confermata anche da Pipwolf che ammette che tutto ciò è dovuto alla doppia personalità che ogni lupo mannaro possiede. La conversazione viene poi interrotta da Duepiedi che fa irruzione nella saletta inseguendo Vercingetorige fino alla cucina. Liberi da ogni distrazione Pipwolf spiega finalmente a Topolino il motivo per cui l'ha mandato a chiamare, mostrandogli uno strano oggetto simile a un telecomando. Vercingetorige irrompe di nuovo sulla scena provocando numerosi danni e facendo perdere di vista a Pipwolf il telecomando. Tutto d'un tratto una scossa di terremoto si fa sentire, ma Topolino, stanco di ulteriori stranezze, decide che è arrivato il momento giusto di andare via e raggiungere Minni per il loro appuntamento che aveva disdetto. Uscito dal Topo Bianco però tutto non è più come prima di fatto fuori dal locale uno strano vortice con strane creature è comparso e Topolino sta per essere risucchiato al suo interno. Salvato appena in tempo dai suoi amici davanti a qualcosa di caldo per riprendersi Sentinel chiede a Pipwolf di raccontare a tutti dell'oggetto a forma di telecomando che ha portato con sé. Pipwolf e Sentinel raccontano che il Topo Bianco è finito all'interno di un varco dimensionale e che ci è finito proprio a causa di Vercingetorige che a quanto pare è entrato in possesso del telecomando, un reperto antichissimo trovato da Pipwolf mentre studiava archeologia dell'impossibile e che non avrebbe mai dovuto portare con sé. Tale oggetto viene chiamato salticomando ed è in grado di trasportare attraverso varchi solo interi edifici ed è proprio grazie a questo sistema che civiltà ormai scomparse come la leggendaria Atlantide si sono spostate nel Mondo dell'impossibile. Inizia quindi una serie di tentativi, mentre il Topo Bianco continua a viaggiare di varco in varco attraverso i vari luoghi dell'impossibile, per scoprire dove si nasconde Vercingetorige e recuperare il telecomando per tornare a casa, finché il locale non giunge in uno dei luoghi più remoti e insidiosi di tutto l'impossibile: L'orto botanico. Qui Vercingetorige scappa fuori dal locale costringendo Topolino, Pipwolf e Duepiedi all'inseguimento dentro l'orto botanico. A Topolino viene una rapida intuizione per acchiappare l'animaletto decide di attirare l'attenzione di Vercingetorige grazie all'odore emanato da uno dei menù per accompagnatori, appena fornitogli da Duepiedi, essendo consapevole della golosità dell'animale. Il piano funziona e il salticomando viene recuperato. Sentinel lo aziona, ma prima di tornare a casa c'è un'altra tappa da fare. Il cliente orientale che aveva chiesto di poter fare una telefonata rispunta un po' stranito da quello che gli è appena successo di sotto. Con suo sommo stupore si ritrova in Cina proprio di fronte casa sua e di sua madre. Il Topo Bianco riparte attraverso il prossimo varco che lo condurrà a Topolinia. Tutto torna alla normalità: Topolino esce dal locale per andare all'appuntamento con la sua fidanzata, mentre Pipwolf sembra essersi preso un periodo di relax nel Quadrongolo delle Bermuda.

### Impara l'arte Pipwolf
Pipwolf ha quasi concluso il suo puzzle e non gli resta che inserire l'ultimo tassello ma viene interrotto da Manny che irrompe in casa sua e lo trascina con sé fuori da casa per una lezione d'arte contemporanea al Tunnel D'arte, situato sotto la stazione. Sul luogo, dopo aver attraversato la stazione e i suoi particolari treni ed esser passati dentro una piccolissima porta, Pipwolf inizia il suo tour guidato alla galleria con Manny come tutor. La galleria presenta numerose opere d'arte anche se Pipwolf sembra non coglierne appieno la bellezza infastidendo spesso l'amica che prova a fargli capire il valore e la bellezza di ciò che gli sta mostrando. Improvvisamente un allarme scatta e un agente comunica a tutti i presenti che non potranno lasciare la galleria finché non verrà trovato il colpevole del furto del famosissimo quadro immaginario capolavoro dell'artista Passo Picablo. Manny spiega, su richiesta di Pipwolf, che quel quadro è un quadro di altissimo valore, ma che sul quadro non vi è dipinto alcunché poiché la rappresentazione spetta proprio all'immaginazione di chi lo guarda. Pipwolf intenzionato più che mai a tornare a casa per finire il suo puzzle, essendo ora a conoscenza delle caratteristiche del quadro, finge di trovare il quadro scomparso su una parete finendo per convincere tutti poiché essendo immaginario nessuno sa come è veramente fatto il quadro. Una volta a casa Pipwolf completa il suo puzzle. Sul puzzle, intitolato nevicata sul mar bianco non vi è rappresentato nulla lasciando così a una libera interpretazione il lettore.

## X-Mickeyn. 989/12

### Senza fine
Topolino si reca alla Bottega degli Errori dopo aver ricevuto un misterioso messaggio da parte di Pipwolf, ma una volta dentro sarà costretto ad attendere l'amico che è in ritardo. Nella bottega di Toppersby Topolino trova un mare di libri di Mousetrap, famoso scrittore dell'Ottocento inventore del famoso detective dell'impossibile. Stando a quanto racconta Toppersby, i libri, che gli sono appena arrivati, provengono direttamente dalla libreria personale dell'autore. Notando la passione di Topolino per quei libri, Toppersby decide di mostrargli un particolarissimo Libro Predatore. Il Libro Predatore sembra però aver qualche problema, di fatti, contrariamente a ciò che tali libri fanno di solito, esso non vola. Topolino nota che il libro è intitolato "La vittima" e, non ricordando di averlo mai letto, svela all'amico un piccolo aneddoto: quando era ragazzo riscriveva i finali dei libri di Mousetrap. Sentendo queste parole, il libro inghiotte Topolino che poco dopo si risveglia all'interno del racconto. Topolino non ci mette molto a capire che si trova all'interno del romanzo nelle veci del protagonista, Sir Avalon, seduto a tavola con i suoi più acerrimi nemici: Tenebrain, il genio del male, Madame Crotalo nota come l'Avvelenatrice, Golothon detto lo Schiacciatore e Spirocanto, il peggiore di tutti. Nel frattempo alla Bottega Toppersby spiega quanto è appena accaduto a Pipwolf che allarmato decide di andare a salvare l'amico all'interno del libro facendosi letteralmente stirare dall'antiquario per poter entrare nel libro. Prima della procedura viene inoltre avvisato che lui e Topolino dovranno trovare un altro metodo per uscire dal libro. Intanto Topolino, nelle vesti di Avalon, scopre il motivo per cui i suoi nemici sono stati convocati: Avalon possiede un libro, ben custodito, che contiene importanti rivelazioni compromettenti su ognuno dei suoi nemici, nemici che però sembrano diffidare di tali informazioni che potrebbero essere contenute nel libro. Dopo aver analizzato ognuno dei suoi nemici, attraverso le informazioni ottenute da Topolino quando ha letto i vari libri, Topolino decide di prendere tempo, lasciando tutti nella sala, per cercare una via di fuga. In suo aiuto arriva Pipwolf, a cui il libro affibbia il ruolo del Professor Tartufo, il fedele compagno d'avventure di Sir Avalon. Nel tentativo di fuga viene però fatto scattare l'allarme. Così i due decidono di dirigersi in biblioteca dove però scoprono che il libro contenente le rivelazioni compromettenti sui i nemici di Avalon sta andando a fuoco. Pipwolf svela involontariamente che la copia del libro era unica e, dopo essersi allontanati di nuovo per andare a disattivare l'allarme, Topolino inizia a sospettare che quei criminali si siano messi d'accordo per eliminare il Libro. I criminali che pensano che l'unico rimasto che sa cose compromettenti su di loro sia Topolino incominciano a scagliare le loro potenti abilità per cercare di ucciderlo. La lunga fuga di Pipwolf e Topolino porta i due proprio dove i malvagi criminali volevano: davanti a loro. Proprio quando per i due sembra essere tutto finito tutto si blocca. Dall'altra parte Toppersby, che sta seguendo le vicende, si accorge che nel libro non ci sono più pagine scritte e sia l'antiquario sia Topolino comprendono che nessuno ha mai scritto il finale della storia. Topolino prende così in mano le redini della storia scrivendone un finale in cui i quattro criminali si ritrovano circondati e arrestati dalla polizia guidata dal commissario Basil Townsed. Con il finale finalmente scritto il Libro Predatore espelle Topolino e Pipwolf che fanno ritorno alla Bottega degli Errori. Fuori, i tre notano che anche Il Libro Predatore sembra stare meglio e grazie al finale appena scritto esso ha ripreso a volare. Pipwolf si ricorda che il motivo per cui aveva chiamato Topolino era quello di andare assieme al Topo Bianco per la notte delle storie di paura e Topolino ha già pronta una storia da raccontare.

### Dietro la porta
Toppersby è al lavoro presso la sua Bottega quando sente due voci provenire da chissà dove. L'antiquario riconosce subito nelle voci misteriose quelle dei suoi amici Topolino e Pipwolf, ma non trovandoli pensa si tratti di uno scherzo. Poco dopo Topolino comunica all'amico che lui e Pipwolf sono rimasti bloccati all'interno di un varco davanti a una porta che non si apre. Toppersby si mette quindi a cercare in vari posti del locale dove potrebbe essersi aperto il varco per liberarli senza però trovare nulla. Pipwolf racconta, nel frattempo, all'amico di aver fatto tutto in maniera corretta, ma che una forza misteriosa sconosciuta li ha trascinati via dal loro percorso spedendoli in questo posto e che questo misterioso mostro si sta avvicinando sempre più a loro. Riflettendo meglio Topolino ricorda di aver già vissuto un'esperienza simile poco tempo fa scoprendo così di essere finito all'interno di una vecchia macchina fotografica che lui acquistò da Toppersby. Tale macchina era in realtà un oggetto magico che a ogni foto scattata apriva sempre più un varco verso l'impossibile, un varco che un misterioso mostro cercava di attraversare. Fortunatamente il rullino fini appena in tempo. Grazie all'intuizione di Topolino, Toppersby recupera la macchina fotografica, che fortunatamente ha caricato, e inizia a scattare tante foto finché non libera i suoi amici. Topolino e Pipwolf non sono però i soli a uscire dalla macchina fotografica infatti hanno portato con sé anche il mostro che però non si rivela una minaccia poiché non si tratta di un mostro, ma del più famoso burlone di Mostropoli. Il burlone svela di essere l'inventore dello scherzo del mostro all'interno della macchina fotografica e di essere rimasto intrappolato al suo interno quando le lastre della macchina fotografica sono terminate. Per liberarsi allora ha approfittato di Topolino e Pipwolf trascinandoli all'interno del varco sconosciuto approfittando della situazione per burlarsi di Pipwolf. Pipwolf e il Burlone si imbarcano assieme in un nuovo varco per Wolfy village, mentre Topolino piuttosto provato dalla giornata decide di fare ritorno a casa.

## X-Mickeyn. 988/13

### Il cuore di Krimold
È una notte nera nel Mondo dell'impossibile dove un forte temporale si sta abbattendo e a casa di Manny lei e i suoi fedeli servitori Flat e Frau Zucker stanno per sedersi per una cena a lume di candela quando un colpo di vento spegne le candela lasciando la villa totalmente al buio. Manny trova Gertie e Frau Zucker per terra immersi in un sonno profondo e andando a controllare se c'è qualcuno in casa trova Flat con in mano il cofanetto di Krimold pronto a restituirlo al legittimo proprietario che lo reclama. Conoscendo il pericolo che potrebbe accadere Manny corre dietro a Flat per fermarlo, ma lungo il tragitto inciampa su Pipwolf travolto anche lui dal maggiordomo. Flat pensa di aver gettato nell'ingresso della torre, da cui si accede da una tomba, il cuore reclamato da Krimold, ma per fortuna Manny scopre grazie a Pipwolf che il maggiordomo non ha gettato lì dentro lo scrigno col cuore, ma il panino di Pipwolf, scongiurando così momentaneamente il pericolo. Manny dopo aver messo a riposo Flat, che è stato stregato da un forte potere mentale, ringrazia Pipwolf per aver scongiurato la minaccia capitando in quelle zone per puro caso e racconta a Pipwolf la storia di Krimold. Krimold è uno dei dodici antichi, le forze del male più potenti del loro mondo, e Manny si era appena diplomata quando lo incontrò per la prima volta. Con lei c'erano due amici Baron e Falco andati in missione con lei per sconfiggerlo, ma il nemico era davvero tosto e riuscì a cancellare dall'esistenza Baron e Falco. Manny nonostante la perdita dei due amici si fece coraggio e lo colpì fino a farlo dissolvere e esiliarlo per sempre nella prigione perduta. Tutto quello che rimase di lui fu il suo cuore, una pietra nera e lucida, sul quale è incisa ogni malvagità compiuta. Krimold ora è di nuovo libero e l'unico modo per battere un antico sono tre elementi: una mano forte per colpire (Manny), una mente folle per osare (Pipwolf) e un cuore sincero che non ha paura (Topolino). Dopo aver portato Topolino alla villa attraverso un varco per l'impossibile e avergli spiegato la situazione i tre si dirigono all'entrata della torre. Dopo aver percorso la lunga schiena dello Sblorglund e un banco di Ingannebbia entrano finalmente nella torre dove scendendo le scale notano vari ospiti della torre in piedi come statue che dormono un sonno profondo tra cui riconoscono qualche vecchio nemico. Scese tutte le scale fanno la conoscenza di Gideon Gandor, il guardiano della torre, che si nasconde da Krimold. Manny, Topolino e Pipwolf decidono di affrontare Krimold in un luogo aperto e Gideon gli consiglia il Ponte dell'oblio facendoli appostare vicino a delle sbarre da dove possono vedere tutto senza essere visti. Vengono però imprigionati da Gideon che si rivela un nemico in cerca di vendetta per essere stato imprigionato dentro quella torre come custode per anni, senza mai vedere il mondo di fuori. Gideon mentre combatte contro Manny, Topolino e Pipwolf confessa di aver preso vari poteri dai prigionieri della torre tra cui l'arte del dominio letale da Krimold che ha usato per ipnotizzare Flat il maggiordomo per impadronirsi del cuore e avere un potere totale. La battaglia sembra volgere a favore del guardiano, ma Topolino riesce a riprendersi il cuore e Manny spaventa Gideon usando la statua dormiente di Krimold imitandone la voce e dipingendogli gli occhi di rosso con del rossetto per fare spaventare il custode che sviene di colpo. Tornati a casa Manny ripone il cuore all'interno del cofanetto consegnandolo a Flat per poi distruggerlo. Pipwolf è davvero felice di aver sconfitto il guardiano ed è pronto a fermare con l'aiuto dei suoi amici Krimold qualora si ripresentasse il problema mentre Manny ripensa che le tre parti alla fine si sono invertite rivelandosi Pipwolf il cuore coraggioso, Topolino la mano forte e Manny la mente. Quella notte Manny ripensa ai suoi ex compagni, ma è ben felice di aver trovato nuovi amici su cui poter contare.

### Aula professori
È il giorno degli esami per accompagnatori nel Mondo dell'impossibile, un giorno carico di tensione per i numerosi aspiranti accompagnatori che dovranno sostenere l'esame, ma non solo per loro anche in aula professori la situazione è piuttosto agitata. Tra gli esaminatori c'è anche Manny che prima degli esami scambia qualche parola col professor Drake, un drago piuttosto smemorato, e la professoressa Mostrin una dal caratterino un po' acido. Prima di cominciare coi candidati da esaminare il preside De Lugubris chiede al corpo insegnanti di evitare domande sul fuoco e discussioni tra colleghi durante le interrogazione per evitare i problemi avuti l'anno precedente. Intanto nei sotterranei della scuola una misteriosa creatura di nome Rankor si sta risvegliando dopo cinquemila anni rinchiusa là sotto, pronta per vendicarsi. Gli aspiranti esaminatori nel frattempo si susseguono uno dopo l'altro in aula professori cercando di stupire i professori mentre il Rankor rancoroso in cerca di vendetta contro chi l'ha rinchiuso nei sotterranei avanza per la scuola. L'unica cosa in grado di fermare la sua avanzata sono dieci potenti messi assieme e aprendo una delle porte in cerca della via d'uscita, il Rankor, se li ritrova con suo stupore tutti davanti a lui. I professori, vedendolo, sono pronti a rispedire la minaccia da dove è venuta.

### Errore di calcolo
Topolino si ritrova alla Bottega degli Errori di Toppersby a curiosare un po' tra gli strani oggetti che si trovano lì dentro, quando trova uno strano calcolatore. Tobbersby toccando l'oggetto percepisce la storia del calcolatore e racconta all'amico che si tratta in realtà di un antico computer costruito da Sir Clock, assistente di Babbage lo scienziato che progettò la prima macchina per il calcolo automatico che serviva per calcoli astronomici con cui stabilire la rotta delle navi. La macchina con stupore di Topolino funziona ancora e si mette in moto teletrasportando Topolino in uno strano luogo. Topolino è convinto di avere attraversato un varco del Mondo dell'impossibile, ma non si spiega come sia possibile senza accompagnatore e, proprio quando le creature del luogo sono pronte a farsi uno spuntino con lui, la macchina si riavvia, trasportando Topolino più e più volte, fino a giungere al Topo Bianco. Gli amici del Topo Bianco e Pipwolf in particolar modo sono tutti molto stupiti di vedere Topolino attraversare i varchi senza accompagnatore e Topolino fa vedere loro il calcolatore con cui ha viaggiato. Pipwolf racconta che Sir Clock aspirava a diventare un viaggiatore, ma non trovava nessun accompagnatore e così inventò una macchina magica per viaggiare fra le dimensioni, utilizzando il principio per determinare la rotta delle navi, ma per un errore di calcolo si ritrovò a vagare nell'impossibile. Topolino non sa come bloccare la macchina e decide di provare a staccare la manovella del calcolatore, ma essa continua a girare finché si ferma tutta d'un tratto grazie a un ingranaggio spezzato che ha l'ha fatta inceppare. Topolino vuole riportare la macchina a Tobberspy, ma Duepiedi decide di romperla, in modo tale che nessuno possa più viaggiare senza accompagnatori.

## X-Mickeyn. 987/14

### La notte del lupo
Topolino si trova alla Bottega degli Errori per aiutare Toppersby nella catalogazione di alcuni oggetti provenienti dal Mondo dell'impossibile quando da un polveroso baule, dall'etichetta sbiadita, si apre un varco dal quale esce Pipwolf. Il lupo mannaro sembra però essere di cattivo umore ed esce dal locale indispettito da alcune parole pronunciate da Toppersby. L'antiquario confessa a Topolino che la causa del caratteraccio di oggi di Pipwolf possa essere dovuto alla notte mannara, una notte in cui i licantropi sfogano il loro istinto selvaggio, che ogni lupo mannaro prima o poi attraversa. Dopo aver lasciato Toppersby, piuttosto turbato, Topolino si dirige verso casa. Nella notte una strana ombra selvaggia, assomigliante a Pipwolf, si aggira per la bottega di Toppersby che sentendo quegli strani rumori corre a controllare cosa sta succedendo molto spaventato. Nello stesso istante a casa sua Topolino si trova davanti alla Tv e non riesce a prendere sonno finché il TG della notte comunica di strani avvistamenti di una belva che sta gettando scompiglio in città. Topolino, sapendo che possa esserci di mezzo Pipwolf, si riveste e si dirige alla Bottega di Toppersby dove al suo arrivo però trova tutto in disordine e l'amico scomparso. Cercando ulteriore aiuto Topolino va al Topo Bianco dove Ice e Cugino Hobi, dopo aver sentito il racconto da Topolino, si uniscono a lui per fermare la furia di Pipwolf, utilizzando un collare di rame. In macchina i due spiegano che hanno con loro ben due collari di rame, in modo da aver più possibilità di bloccare l'amico e di aver portato anche una macchina fotografica per immortalare il momento. Grazie a una folla inferocita i tre scoprono che Pipwolf si trova al parco cosa che viene confermata anche da un ululato. Dopo pochi passi, seguendo vari indizi lasciati per terra, i tre arrivano vicino a un ponte dove Pipwolf sembra stia sbranando qualcosa. Topolino si butta alla spalle di Pipwolf e lo atterra in modo da permettere a Ice e Hobi di inserirgli i collari. Pipwolf chiede spiegazioni agli amici su cosa stia accadendo e dopo aver sentito la storia rivela di aver preso un vaccino contro il fastidio della notte mannara, ma che esso ha solo due effetti collaterali: il mal di gola e l'irritabilità. Dopo essersi scusato per essere stato scontroso con loro la strana ombra, molto somigliante a Pipwolf, si palesa pronto ad aggredirli. Topolino si scaglia contro l'ombra, ma viene fermato da Toppersby che è ben consapevole che l'amico non avrebbe nessuna speranza contro di essa. L'ombra si dirige allora verso Ice, Hobi e Pipwolf, ma poco dopo sparisce ritornando semplicemente l'ombra di Pipwolf. Più tardi alla bottega degli errori Toppersby spiega come sono andati i fatti e che la causa di tutto è stato proprio il baule in cui si è aperto il varco. Tale baule proveniva infatti da Ombropoli, una città in cui gli abitanti si servono di separatori per staccarsi dalla loro ombra e renderla solida momentaneamente, utilizzandola così per svolgere varie mansioni. Tale baule fungeva proprio da separatore e quando Pipwolf è uscito dal baule attraversando il varco ha involontariamente attivato il separatore staccandosi dalla sua ombra. La separazione è avvenuta prima che il vaccino anti notte mannara facesse effetto rendendo l'ombra di Pipwolf malvagia al contrario del suo padrone. Toppersby racconta anche che quando l'ombra ha tentato di aggredirlo è fuggito via nell'impossibile dove ha poi scoperto l'origine del baule. Ice e Hobi tolgono il collare a Pipwolf che però è ancora sotto effetto del collare che dato la sua bontà gli ha provocato una regressione. Pipwolf si comporta come un cagnolino e siccome i lupi mannari detestano essere paragonati a essi Ice e Hobi, che sono coloro che hanno inserito il collare a Pipwolf, decidono di svignarsela per non avere conseguenze appena l'amico si risveglia.

### Sotto la pioggia
È una notte di forte pioggia a Topolinia e al Topo Bianco si sta svolgendo una serata di racconti fra amici. Pipwolf sta raccontando la sua storia e Duepiedi non è molto contento che il lupo mannaro con i suoi artigli affilati gli stia graffiando tutti i tavoli del locale. Subito dopo Duepiedi esce fuori a pigliare da alcune casse delle bottiglie di aranciata per Topolino quando a un tratto un suo urlo spaventa tutti. Ice, Cugino Hobi, Sentinel, Topolino e Pipwolf corrono fuori, ma Duepiedi è sparito. Attorno a loro c'è solo una grossa pozzanghera che sembra fungere da varco per l'impossibile. Ciò come spiega Sentinel è dovuto al fatto che erroneamente lui ha fatto cadere del lubrificante per varchi che aveva ordinato a terra proprio dove adesso, a causa della pioggia, si è formata la pozzanghera. Pronti a salvare l'amico Pipwolf e Topolino decidono di addentrarsi all'interno del varco lasciando gli amici fuori dal varco per un pronto aiuto dall'esterno. I due finiscono proprio accanto a Duepiedi ma, come lui, si ritrovano intrappolati all'interno di una grossa gabbia nella cucina di un orco nero assieme ad altri ospiti. Grazie agli artigli di Pipwolf, i tre riescono a evadere e a raggiungere lo strettissimo varco che va rimpicciolendosi sempre più a causa della pozzanghera che sta per asciugarsi. Dall'esterno Ice e Hobi tirano fuori dal varco Duepiedi e Topolino, ma Pipwolf resta ancora in pericolo poiché il buco è ormai strettissimo per passarci. Topolino, ormai libero, ricrea la pozzanghera permettendo a Pipwolf di salvarsi grazie anche all'aiuto di Sentinel che lo spinge fuori dal varco. Dal varco fuoriesce anche la grossa mano dell'orco che viene prontamente congelata da Ice. Duepiedi ringrazia Topolino, ma specialmente Pipwolf e i suoi artigli cambiando decisamente opinione sul fatto che gli graffiasse tutti i tavoli del locale.

### I racconti dei libri predatori - Tempo ben speso
Topolino si reca alla biblioteca di Topolinia per riconsegnare un libro preso in prestito e prenderne uno nuovo da leggere. Sfortunatamente arriva piuttosto in ritardo e la biblioteca sta per chiudere così ha solo il tempo di scegliere il libro tra una pila non ancora messa a posto e tra tutti prende, senza accorgersene, un Libro Predatore. A casa, in attesa della partita, inizia a leggere giusto qualche pagina del misterioso racconto e proprio quando decide di staccare pronto a guardare l'attesa partita accendendo la televisione scopre che essa è già terminata. Topolino convinto di non essersi accorto del tempo che è passato in fretta leggendo riprende così la sua lettura. Poco dopo interrompe di nuovo ricordandosi di dover andare a prendere Minni al cineforum ed essendo già in ritardo decide di chiamarla. Al telefono Minni è piuttosto arrabbiata con il fidanzato per averla lasciata in sua attesa per due ore, rifacendosi vivo solo a notte fonda. Chiusa la conversazione Topolino continua a essere perplesso sul fatto che possa aver impiegato ore e ore per leggere poche pagine del libro. Così inizia a dedurre che il libro gli stia rubando il suo tempo che sembra scorrere in parallelo a quello del protagonista del libro. L'incantesimo è però ormai lanciato e verrà spezzato soltanto quando al lettore non sarà rimasto più un briciolo della sua esistenza. Topolino non si scoraggia e con una rapidissima intuizione inizia a sfogliare il libro al contrario riottenendo il tempo perduto e cambiando l'inizio della storia del libro personalmente. Grazie al tempo riottenuto Topolino si reca in biblioteca con calma pronto a scegliere con calma un buon romanzo da leggere subito dopo la partita in TV.

## X-Mickeyn. 986/15

### Il giocattolaio
Topolinia, una sera come tante, in una casa qualsiasi durante una festa di compleanno, un essere mostruoso sbuca dal pacco di un regalo. La creatura ha inseguito il padrone di casa, che è riuscito a rinchiuderla in un ripostiglio. All'arrivo della polizia, gli agenti non hanno creduto a quell'assurda storia, ma quando si avvicinano alla porta dal quale esce uno strano essere, così racconta Marzabar i fatti raccontati su un giornale a Topolino il quale sembra però non credere a ciò che racconta il giornale. Quando il postino va via, Topolino riceve uno strano messaggio su una scatola di cereali da parte di Manny che lo avvisa che delle forze maligne stanno attraversando i varchi dell'impossibile per venire nel suo mondo e di cercare informazioni su Pupetz, un tizio che vive a Topolinia. Quella sera Topolino, al Topo Bianco, racconta tutto a Pipwolf, Ice e Cugino Hobi e chiede a Pipwolf di accompagnarlo nel mondo dell'impossibile per capirci un po' di più. Pipwolf sentendo che Topolino vuole andare da Manny si arrabbia, dicendogli di farsi accompagnare da lei, poiché il giorno precedente avrebbe dovuto dare l'esame orale per accompagnatori, ma nella prova d'imitazione si è emozionato facendo una brutta figura e Manny si è arrabbiata con lui, perché ci tiene che lui diventi accompagnatore del mondo dell'impossibile ed è per questa ragione che Manny ha contattato da sola Topolino, provocando i malumori di Pipwolf, a cui avrebbe fatto piacere contattare lui stesso Topolino per riferirgli di questi strani eventi. Topolino però chiede a Pipwolf di accompagnarlo a Topolinia nel negozio di Pupetz. La sera i due, giunti al negozio, trovano le saracinesche aperte ed entrano, ma dentro ad attenderli c'è il signor Pupetz che domanda loro cosa sono venuti a fare oltre l'orario di apertura. Topolino inventa una scusa fingendo di cercare un regalo dell'ultimo minuto per i nipotini e il proprietario li porta all'interno del negozio, dove racconta che tutti i giocattoli lì presenti sono fatti a mano da lui e dona a Topolino due tenerissimi pagliacci. Nel viaggio di ritorno i pagliacci prendono vita e, per cercare di liberarsene, Pipwolf consiglia a Topolino, che sta guidando, di andare contro quel cartellone che vede, che non è altro che un varco verso il mondo dell'impossibile. Il varco li conduce fino alla villa di Manny dove ad attenderli c'è Flat, il maggiordomo della villa, che su richiesta di Topolino dice di non sapere dove si trova Manny. Nella villa Topolino nota parecchi articoli di giornali su malvagi giocattoli raccolti dall'amica inoltre Flat mostra ai due ospiti la sua collezione di peluche. Flat racconta che un tempo i giocattoli del signor Pupetz erano famosi ovunque, sia nel mondo di Topolino sia nel mondo dell'impossibile, e che riusciva a rendere vive le proprie creazioni, finché non sparì misteriosamente. Più tardi Pipwolf e Topolino si recano nella villa di Pupetz, nel mondo dell'impossibile, dove trovano il giocattolaio e le sue creature pronti ad attenderli. Il giocattolaio li rinchiude nella sua fabbrica dove tiene anche altri giocattoli non creati da lui e rivela che sono stati quei giocattoli a crearlo quando il giocattolaio vero spari e che, per soddisfare le numerose richieste che continuavano ad arrivare, i giocattoli da lui costruiti, crearono un altro giocattolaio, in attesa del ritorno di quello vero. Dopo aver svelato il suo piano di invadere la terra coi suoi perfidi giocattoli il giocattolaio se ne va. Grazie ai giocattoli buoni Topolino e Pipwolf riescono a evadere dalla fabbrica usando un tunnel che i giocattoli scavavano da tempo per liberarsi dalla prigionia e raggiungere le poste dell'impossibile dove Pupetz si sta per fare spedire. Lì Pipwolf gli spiega il lavoro di Snuffo il postino, che controlla che nei pacchi non vi siano esseri viventi per poi chiuderli, timbrarli e lanciarli nel varco postale. Pipwolf chiede aiuto al suo amico Igor, il postino invisibile, per raggiungere il magazzino di smistamento dove vengono tenuti i pacchi: all'interno di una delle tante confezioni si trovano Pupetz e i suoi giocattoli malvagi, pronti per essere spediti. Per farli uscire allo scoperto Pipwolf usa la sua abilità nell'imitare le voci, ma è troppo emozionato e non riesce a fermarli, ma fortunatamente giunge in tempo Manny col vero Pupetz, che riesce a fermare le sue creature. Manny racconta che ha usato i suoi poteri medianici per rintracciarlo nel bosco dei cento scomparsi nel quale si era perso. Intanto, dopo essersi nascosto, il falso Pupetz afferra Topolino, ma viene bloccato da Snuffo che con un tentacolo lo afferra, lo impacchetta e lo spedisce dentro il varco postale facendolo finire in un'altra dimensione. Il vero giocattolaio ritorna invece a casa con tutti i suoi balocchi promettendo di riconvertire i giocattoli malvagi in giocattoli buoni.

### Ehi, ci sono anch'io
Pipwolf è alle prese con gli studi per l'esame che deve sostenere, ma promette al suo Libro Predatore domestico di portarlo a fare una passeggiata non appena finirà. Poco dopo gli arriva una comunicazione dalla sua grondaia e Pipwolf è costretto a uscire di casa, infrangendo così le speranze del Libro predatore, che tanto sperava in una passeggiata notturna con il padrone. Subito dopo essere uscito Pipwolf rientra in casa, ma solo perché aveva dimenticato il regalo da portare con sé. La faccenda fa infuriare molto il povero Libro Predatore. Al Wolf Pub si scopre che Pipwolf è andato a trovare un caro amico appena ritornato da un lungo viaggio. Mentre Pipwolf e l'amico si concedono un po' di musica al locale il Libro Predatore, a casa di Pipwolf, decide di fare un dispetto al padrone aprendo la finestra che una volta aperta, col vento, fa spargere per tutta la casa i libri e i fogli degli studi di Pipwolf. Pipwolf lascia il locale poiché sa che aveva promesso al suo libro da guardia una passeggiata notturna. A casa sua Pipwolf, una volta tornato, trova una gran confusione, ma decide di riordinare il tutto una volta tornato dalla passeggiata con il libro. Quando i due stanno finalmente per concedersi la tanto attesa passeggiata voluta dal Libro Domestico vengono interrotti ancora dall'arrivo di Igor, il postino invisibile, che recapita un pacco a Pipwolf. Il Libro arrabbiato nero decide di buttare giù la libreria, mentre Pipwolf conversa con Igor, rovesciando per terra altri libri. Finita la conversazione Pipwolf nota l'ulteriore caos per terra, ma anziché arrabbiarsi trova l'idea molto interessante, visto che in tal modo potrà studiare un po' ovunque. Sbrigato ogni tipo di impiccio, Pipwolf porta finalmente Librus a fare il suo agognato giretto.

### Una piccola avventura
Topolino e Pipwolf hanno attraversato un varco dimensionale per far ritorno a Topolinia, ma qualcosa va storto e si ritrovano all'interno di una pozza fangosa di color rosa di uno strano posto. Poco prima di essere attaccati da due orrendi mostri Topolino domanda all'amico in quale amena località dell'impossibile possano essere finiti, ma l'amico risponde di non sapere dove si trovino nonostante dichiari di essere in grado di riconoscere qualsiasi località dell'impossibile. Pipwolf prova allora a ottenere alcune informazioni da altri piccoli mostri di passaggio sfruttando le sue conoscenze di tutti i dialetti delle località del Mondo dell'impossibile, ma anche questa soluzione non porta a nessun risultato. Dopo imprevisti vari i due camminando finiscono per sbattere su una barriera invisibile. Topolino pensa inizialmente che lui e l'amico siano già giunti ai confini della palude quando davanti a loro si ripresenta uno dei mostri giganti da cui erano riusciti a scappare. Pipwolf si domanda come mai il mostro sia in grado di vederli, poiché per lui loro dovrebbero essere piccoli come dei microbi facendo scattare subito una rapida intuizione a Topolino. Topolino si accosta alla barriera invisibile concentrandosi attentamente su un solo punto, venendo a scoprire così di essere finiti in un laboratorio di biologia di Topolinia e che loro si trovano, rimpiccioliti, all'interno di una di quelle scatolette dove si studiano microbi e batteri. Tutto ciò è avvenuto poiché il varco che i due hanno attraversato deve essersi aperto proprio in mezzo alla lente di ingrandimento e per non restare incastrati sono stati ridimensionati. Pipwolf afferra Topolino e con un grosso balzo escono fuori dalla scatoletta, attraversando di nuovo il varco, che stavolta li spedisce nella città dei micri, con sommo dispiacere di Topolino, che credeva che finalmente sarebbe tornato a casa.

## X-Mickeyn. 985/16

### L'albergo delle ombre
Pipwolf ha portato con sé Topolino per un giro del Mondo dell'impossibile in modo da poter ripassare Geografia dell'Impossibile in vista dell'esame. Dopo essere sfuggiti a un gigante di pietra all'interno di una miniera i due finiscono in Shadow Hotel, un albergo oscuro e misterioso di cui Pipwolf ha sentito parlare molto. Stanchi del viaggio i due decidono di fermarsi una notte nel misterioso hotel. Il proprietario dell'hotel accoglie felicemente i due nuovi clienti offrendogli due delle migliori stanze a disposizione, anche se la stanza di Topolino possiede un muro abbastanza inquietante raffigurante dei volti urlanti. Alla reception, intanto, una misteriosa voce annuncia che i due nuovi clienti non hanno firmato il registro e che nella notte ci sarà già una vittima. A cena Topolino e Pipwolf conoscono il signor Screep Ork, un altro cliente dell'albergo, un venditore dell'impossibile che mostra loro anche la foto dei suoi mostruosi piccoli. Subito dopo cena al rientro nelle camera Topolino scopre che la camera vicino alla sua è proprio quella del signor Ork, appena conosciuto. Quella notte una violenta tempesta accompagnata da un urlo sveglia Topolino che spaventato va a controllare se tutto va bene nella stanza accanto decidendo però di non sfondare la porta poiché non sa che cosa potrebbe accadere, visto dove si trova. Un altro ululato spaventa Topolino, stavolta di Pipwolf, ma si tratta solo di un falso allarme poiché Pipwolf sta solo russando. Topolino rientra in camera, ma un tonfo accompagnato da un ulteriore ululato lo allerta. Aprendo la finestra scopre che si tratta solo di Pipwolf caduto dal tetto mentre ascoltava il bollettino per accompagnatori per poter lasciare l'hotel. Nel frattempo dallo strano registro il nome del signor Screep Ork viene depennato da qualcuno. Il proprietario dell'hotel comunica dunque che oggi non è possibile lasciare l'hotel a causa di alcuni varchi ostruiti e che Pipwolf e Topolino saranno ospiti per un'altra notte. Il proprietario chiede allora ai due di firmare nel registro, ma Topolino nota subito qualche stranezza. Vedendo il nome di Ork depennato Topolino inizia ad avere alcuni sospetti poiché come gli è stato appena comunicato era impossibile lasciare l'hotel ricordandosi anche dei rumori sospetti e delle urla vicino a camera sua. Da solo con l'amico Topolino ha intenzione di investigare sulla faccenda provando a intrufolarsi nella camera di Ork grazie a della polvere smaterializzante portata da Pipwolf. Dentro la camera Topolino sente un grido di aiuto del signor Screep, ma non vedendolo inizia a pensare sia frutto della sua immaginazione. Nella stanza Topolino rinviene anche la foto della famiglia di Screep e sempre più dubbioso, poiché il signore non avrebbe mai dimenticato una cosa tanto importante, inizia a pensare che possa essergli successo qualcosa. Ha inoltre capito osservando bene il muro che una delle figure sia proprio Screep che sta urlando. Topolino e Pipwolf decidono di stare in guardia per le strane cose che accadono e dormono a turno nella stessa camera. Durante il turno di guardia di Pipwolf, Topolino viene svegliato all'improvviso e una volta sveglio si accorge che una strana figura dal muro è uscita e ha portato dentro di esso anche l'amico giurandogli che l'indomani anche lui farà questa fine. Topolino intuisce che la chiave di tutto è proprio il registro e una volta al cospetto del proprietario dell'albergo decide di farsi svelare che cosa stia succedendo realmente. Il proprietario racconta che tutto iniziò quando lui e un suo amico acquistarono l'hotel. Mentre lo sistemavano trovarono un vecchio registro, ma non un registro comune, di fatti conteneva un incantesimo per legare per sempre i clienti all'albergo. I due proprietari, molto avidi, iniziarono a pensare di fare affari d'oro stregando i clienti che così sarebbero stati costretti a tornare. Qualcosa andò storto di fatti l'incantesimo era più potente del previsto e da allora chi firma il registro finisce per far parte dell'albergo. Il proprietario confessa anche, costretto dal collega intrappolato nel muro, che per provare l'incantesimo costrinse il suo amico e collega a firmare il registro intrappolandolo per sempre all'interno del muro. Spinto dal panico il proprietario prova a bruciare il registro nella sala caldaia per porre fine all'incantesimo. Topolino che sa che tutte le persone intrappolate all'interno del muro potrebbero restare intrappolate lì per sempre. Ora che il registro non c'è più, decide di utilizzare la polvere smaterializzante, grazie alla quale riesce a raggiungere la dimensione in cui sono intrappolati e liberare tutti. L'albergo crolla, i due ex proprietari sanno che dovranno scontare una pena per ciò che hanno fatto, anche se Pipwolf li rassicura sul fatto che le loro intenzioni non fossero malvagie. Pipwolf approfitta della situazione dicendo di aver imparato molto sulla misteriologia, materia su cui dovrà dare un esame, e anche il signor Creep è molto grato a Topolino, tanto da regalargli un abbonamento alla Scream TV.

### Il colore della paura
Alla Villa di Manny un urlo allerta la padrona di casa e Flat, che arrivati alla serra trovano Frau Zucker svenuta. Dopo aver fatto riprendere la governante grazie ai sali, Frau Zucker comunica che durante il suo giro d'ispezione prima di andare a dormire ha sentito un urlo proveniente dalla serra, ma una volta lì per controllare è stata assalita. Frau Zucker ammette di non aver visto l'aggressore, ma che è riuscita a strappargli un ciuffo di peli verdi dal corpo, il quale dal dolore ha emesso un fortissimo ululato. I primi sospetti di Flat e Frau Zucker ricadono su Pipwolf, ipotesi che sembra trovar conferma da un'impronta di piede lì vicino, ma Manny è convinta che non può essere stato il suo amico mannaro. Poco dopo alla serra di presenta anche Mr. Greensham, un mostro dai peli verdi nonché giardiniere di Villa Manny, per svolgere la sua attività alla villa. Manny, grazie anche al modo di fare del giardiniere e a dei cocci di vaso rotti infilati tra i risvolti della sua veste, si convince che l'aggressore è Mr Greensham così decide di lasciarlo solo per un po' per osservarlo e coglierlo successivamente in flagrante. Mr. Greensham prova a giustificarsi mettendo Flat, Frau Zucker e Manny all'erta, perché qualcosa di pericoloso si aggira per la serra, ma loro sembrano non credergli, finché qualcosa di mostruoso non infrange i vetri vicino a loro. Alla villa arriva anche Pipwolf, con un insolito colore verde nella pelle, ma non ha nemmeno il tempo di spiegare cosa sta accadendo che un gigantesco verme mostruoso, quello che ha infranto i vetri, li attacca. Grazie alla collaborazione di tutti il verme torna alle sue dimensioni originarie. Con il verme fuori gioco Mr. Greensham e Pipwolf possono spiegare come sono andate realmente le cose. Mr. Greensham spiega che la causa di quel verme gigante è da spiegarsi nel fatto che non si era accorto che nella pianta che aveva portato da piantare nella serra c'era un ospite indesiderato, un vermicolosso un tipo di verme che di notte diventa gigantesco e molto aggressivo. Così ha provato a risolvere il problema da solo, ma il vermiciattolo è saltato fuori dalla pianta spaccando il vaso e facendo rumore, rumore che ha poi attirato Frau Zucker. Pipwolf continua la spiegazione dicendo di essersi intrufolato nella serra in cerca di un rimedio allo shampoo alle erbe che ha tinto la sua pelle di verde, poi quando il mostro ha attaccato ha provato a intervenire. Manny domanda il motivo all'amico per il quale anziché intrufolarsi di nascosto non ha chiesto direttamente a lei e Pipwolf giustamente gli risponde che si vergognava a farsi vedere in quello stato. La faccenda è risolta Frau Zucker ringrazia Pipwolf offrendogli della torta alle alghe, ma Pipwolf rifiuta, perché per un po' non vuole vedere roba verde.

### Una cura esagerata
Pipwolf si è beccato una terribile influenza: l'apocop, una particolare malattia del Mondo dell'impossibile che si mangia le ultime lettere di ogni parola, ma viene costretto da Duepiedi a partecipare alla partita di pallacamostro (simile alla pallacanestro, ma il cesto è un mostro; il giocatore deve imbucare la palla facendola ingoiare al mostro), che vedrà sfidarsi il Topo Bianco contro il resto dell'impossibile, nonostante Pipwolf avrebbe preferito starsene a riposo in vista dell'esame di dizione dell'indomani. La partita ha inizio e il Topo Bianco sembra essere sotto di parecchi punti rispetto alla squadra avversaria così Ice, determinato a vincere la partita, decide di proporre un accordo a Pipwolf: se il pippide mannaro farà vincere la squadra Ice provvederà personalmente a guarirlo dall'apocop. Il secondo tempo ha inizio e con esso anche la rimonta del Topo Bianco. Per segnare il punto della vittoria finale Ice colpisce con un soffio gelido il terribile verso del mostro staccandone le lettere necessarie a preparare un decotto. A partita terminata al Topo Bianco Pipwolf beve l'infuso di lettere preparato da Ice e dagli amici che lo fa guarire, ma gli provoca un altro effetto collaterale: un raddoppio di alcune lettere.

## X-Mickeyn. 984/17

### L'illusionista
Mentre in luogo misterioso, all'interno di una piramide, un misterioso faraone trama qualcosa di losco, Topolino assiste alla sparizione di un famoso mago, Les Trick, durante un suo spettacolo all'interno di un sarcofago. Topolino decide quindi di indagare su dove possa essere finito il mago chiedendo alla sua assistente in cosa sarebbe consistito il trucco della sparizione. L'assistente non sa rispondere alla domanda poiché il mago era molto geloso dei suoi trucchi, ma racconta a Topolino che questa sarebbe stata la prima volta che Les Trick provava il numero della sparizione all'interno del sarcofago. Racconta anche che tale sarcofago era stato acquistato durante un viaggio del mago in oriente e che il mago era convinto che tale oggetto nascondesse una magia molto potente. Avvicinandosi a esso Topolino avverte subito un brivido lungo la schiena e preoccupato decide di farsi prestare il sarcofago per portarlo alla Bottega degli Errori in modo da sapere di più sulla storia dell'oggetto grazie a Toppersby. Toccando l'oggetto Toppersby appare molto spaventato e consiglia a Topolino e Pipwolf, che si trova alla bottega anche lui per un po' di studio in vista dell'esame da accompagnatore, di portare il sarcofago a Manny e di avvisarla che tale oggetto potrà risolvere allo stesso tempo un antico mistero dell'impossibile e liberarli da un grave pericolo. In un luogo non meglio precisato Les Trick si risveglia in compagnia di creature stranissime e di mummie viventi. Dopo le dovute spiegazione Manny decide quindi di ascoltare, come consigliato da Toppersby, tutta la verità sull'antico sarcofago da suo zio Wilbur. Scoprono dunque che tale sarcofago appartiene a Khotantus, uno stregone che fece costruire tale sarcofago con un legno magico inviandolo poi, tramite varco, nel mondo terrestre. Chiunque attraversasse il suo sarcofago veniva trasportato nella dimensione di Khotantus situata all'interno della piramide nel deserto della sabbia eterna. Topolino capisce quindi che tale varco imprigiona le persone del suo mondo e si domanda il motivo per cui tale varco non sia mai stato distrutto dai guardiani dei varchi. Zio Wilbur risponde al ragazzo dicendogli che la grande piramide può essere raggiunto solo con il sarcofago oggetto che fino a ora non avevano ritrovato. Per non mettere a rischio la vita di Topolino, che essendo terrestre sarebbe un'ottima preda per Khotantus, Manny e Pipwolf decidono di andare a fermare il potente faraone da soli. Attraversato il varco i due si ritrovano subito a dover scappare da alcune bestiamummie inferocite mentre Topolino sempre più preoccupato e rimasto alla Villa di Manny in compagnia di Flat e Frau Zucker che provano a trattare, senza riuscirci troppo, nel migliore dei modi l'ospite. Ben presto Manny e Pipwolf si accorgono che le bestiamummie non sono altro che le persone catturati dal faraone trasformate e usate come schiavi. I due, seguendo un paio di loro che stanno scortando un altro paio di persone, tra cui Les Trcik, arrivano finalmente vicino al faraone, ma vengono scoperti da lui. Riescono a liberare le persone non ancora trasformate iniziando, con loro, una lunga fuga tra i labirinti della piramide, seguendo il fiuto di Pipwolf, per raggiungere il varco che li ricondurrà alla villa. Davanti all'uscita vengono però circondati di nuovo da Kothantus e le sue guardie, ma grazie a un perfetto trucco magico messo in atto da Les Trick che distrae le guardie Manny, Pipwolf e la gente liberata riescono a fuggire attraversando il varco. Il sarcofago viene poi distrutto e a Les Trick, il quale non vuole più sentire parlare di magia, vanno i più sentiti ringraziamenti di Manny. Tutta la faccenda è servita anche a Pipwolf, che ha imparato molto su una della materia d'esame, sulla quale sembra saperne molto. Nonostante la vittoria Manny pensa che avranno ancora a che fare con il malvagio stregone faraone poiché il sarcofago potrebbe non essere l'unico varco per la piramide spiegando anche agli amici che la sua teoria infatti sembra trovar conferma anche dal fatto che il sarcofago fu costruito per catturare i terrestri, ma che lei e Pipwolf all'interno della piramide hanno liberato anche altre creature di altre dimensioni.

### Legame invisibile
Topolino non vede Pipwolf da un paio di giorni così preoccupato per l'amico decide di andare a indagare al Topo Bianco sulla sua improvvisa sparizione. Al locale nonostante Topolino provi a chiedere informazioni agli amici essi mostrano molto imbarazzo evitando le domande che gli vengono rivolte riguardanti Pipwolf o inventando scuse improbabili. Poco dopo uno strano individuo, Mr Snobbs, si presenta, provvisto di documento, a Topolino come suo nuovo accompagnatore ufficiale. Nonostante a Topolino sembri tutto uno scherzo il nuovo accompagnatore conferma quanto detto prima svelando che il suo vecchio accompagnatore non è stato ritenuto idoneo al suo ruolo dall'accademia del Mistery College a causa dei suoi numerosi tentativi falliti nel sostenere l'esame. Topolino che continua a non vederci chiaro in questa tutta faccenda decide allora di andare a parlare personalmente con Pipwolf. Per fare ciò però dovrà farsi accompagnare proprio da Mr Snobbs che dopo avergli ricordato alcune semplici regole attraversa con lui il primo varco verso Wolfy village. Il viaggio però si rivela piuttosto lungo, poiché il varco che Snobbs credeva portasse al villaggio dei pippidi mannari li conduce in un altro oscuro luogo dell'impossibile. I due si ritrovano quindi a passare di varco in varco, senza sapere mai dove atterreranno; affrontano numerose insidie, finché non verranno salvati proprio da Pipwolf nelle paludi dello sprofondo. A casa sua Pipwolf spiega all'amico, appena ripresosi, che Mr Snobbs è corso all'università appena saputo del ritorno del rettore e che ora si trova in un bel pasticcio. Pipwolf racconta anche che circa una settimana prima il rettore del Mistery College era partito per un viaggio, lasciando un sostituto che tutto preso dalla sua nuova posizione ha promosso ad accompagnatore tutti i suoi pupilli, rimpiazzando anche molti accompagnatori in servizio da tempo. Topolino chiede anche all'amico come abbia fatto a trovarli e Pipwolf svela all'amico di poter essere corso in suo aiuto poiché ha percepito la sua paura: una cosa che a Pipwolf piace chiamare Legame Invisibile. Prima di congedarsi e tornare ai suoi studi Pipwolf dice a Topolino che il loro è un legame speciale che va oltre confini e distanze.

## X-Mickeyn. 983/18

### Nel varco proibito
Poco prima dimezza notte. Mentre Topolino si prepara per andare a dormire ascolta dal telegiornale che un'archeologa è scomparsa nel pomeriggio mentre si trovava presso le gallerie della metropolitana per studiare un'antica nicchia sotterranea venuta alla luce durante gli scavi della nuova linea metropolitana quando Toppersby si presenta a casa sua molto sconvolto. Toppersby non perde tempo e comunica a Topolino che un varco proibito si è aperto a Topolinia e che qualcuno vi è stato risucchiato dentro spiegando anche che a differenza dei normali varchi i varchi proibiti rimangono aperti sempre nello stesso punto catturando le persone a tradimento. Dopo aver intuito che la persona risucchiata nel varco potrebbe proprio essere l'archeologo scomparsa di cui dava notizia il TG Topolino decide di seguire i consigli dell'amico di recarsi con lui nel luogo in cui si è aperto il varco: la linea della metropolitana. Durante il tragitto in macchina Toppersby racconta che è stata Manny ad avvisarlo grazie alla mappa che possiede di tutte le ubicazioni dei varchi proibiti. L'antiquario spiega che quasi tutti i varchi sono ormai irraggiungibili grazie a delle murature effettuate proprio da alcuni Guardiani dell'impossibile, ma che i lavori nella nuova metropolitana hanno riaperto uno di esso distruggendo la muratura che sigillava il varco. Arrivati al cantiere Topolino e Toppersby si intrufolano nelle gallerie avvicinandosi al punto del varco. Toppersby confessa di essere preoccupato per Pipwolf spedito da Manny nella preistoria dell'impossibile per guadagnare tempo e iniziare a cercare l'archeologa scomparsa. Grazie a un congegno portato da Toppersby in grado di aprire e chiudere i varchi dimensionali a piacimento i due raggiungono finalmente l'ostile preistoria dell'impossibile. Dopo una breve camminata i due vengono colti alla sprovvista da qualcuno. Al loro risveglio si ritrovano prigionieri, ma in compagnia di Pipwolf il quale spiega che sono stati portati fin lì dai Wroor, uno dei più pericolosi e bellicosi popoli dell'impossibile. Pipwolf racconta di aver portato con sé un libro per tradurre la lingua dei Wroor, ma che il capo dei Wroor gliel'ha sottratto così come a Toppersby hanno sottratto il congegno per aprire e chiudere i varchi. I tre decidono di recuperare come prima cosa il libro e il congegno e solo dopo a salvare l'archeologa scomparsa. Dopo essere evasi di prigione Topolino passando attraverso una finestra entra nella stanza del capo dei Wroor. Recuperato il libro Topolino pensa a prelevare il congegno, ma finisce per essere scoperto. Inseguiti dai Wroor i tre riescono a trovare una via di fuga seguendo la mappa del libro di Pipwolf. Superate alcune difficoltà Topolino con un abile stratagemma strappa via dalle mani del capo Wroor il congegno consegnandolo a Toppersby il quale apre prontamente il varco per far ritorno a Topolinia. Una volta in salvo però Toppersby comunica che tocca ritornare indietro poiché debbono ancora salvare la ragazza scomparsa. Poco dopo la radio comunica il ritrovamento dell'archeologa ritrovata in una galleria della metropolitana dopo essersi smarrita. L'archeologa non ha dunque attraversato il varco rendendo tutta la fatica fatta finora vana. Il varco viene definitivamente sigillato e Topolino fa prontamente ritorno a casa per godersi qualche ora di sonno. Pipwolf si accorge di aver dimenticato il libro dentro alla quale aveva importanti appunti per gli esami all'interno del varco e costringe Toppersby a tornare indietro a prenderlo.

### Il sotterraneo
Qualcosa di catastrofico si sta per abbattere sulla Villa di Manny e sui suoi poveri abitanti, qualcosa che rischia di disturbare per sempre la loro tranquillità all'interno della villa. Per spiegare cosa sta accadendo il prozio Wilbur convoca la nipote Manny assieme a Flat e Frau Zucker. Il prozio inizia a raccontare che la collina in cui sorge la villa un tempo era il luogo più spaventoso di tutto l'impossibile. Lì sorgeva infatti il tempio di Arkhot il crudele, un essere malvagio in grado di evocare ogni genere di malvagità attraverso un varco segreto. Un giorno Arkhot fu finalmente sconfitto, ma la sua astuzia gli permise, prima dell'ultimo scontro, di sigillare il sotterraneo in cui nascose le sue armi segrete. Arkhot venne poi sigillato nella torre da Wilbur in persona, ma tale mostruosità, nonostante ormai sconfitto, continuò a rappresentare ugualmente una minaccia poiché promise che un giorno la sua arma più potente si sarebbe attivata da sola. In molti cercarono il sotterraneo sigillato senza mai trovarlo. Come ultima speranza Wilbur fece costruire proprio dove sorgeva il tempio di Arkhot la villa in modo che qualcuno della famiglia avesse avuto la possibilità di fermare il malvagio stregone qualora la minaccia si fosse ripresentata. Finito il racconto uno stormo di uccelli mostruosi attacca la dimora di Manny facendo intuire alla ragazza che l'arma segreta possa essere un richiamo per attirare il branco di uccelli. Nella confusione generata Manny e Frau Zucker riconoscono le creature, i Faltin, ma non avendo il tempo necessario a capire perché quelle creature, solitamente così pacifiche, li stiano attaccando decidono di correre verso il varco segreto per scoprire la fonte del mistero all'interno della botola. Nei sotterranei di Arkhot scoprono un uovo di Faltin, un uovo che il malvagio stregone ha rubato dal leggendario nido per poterne, appena schiuso, sfruttarne l'enorme potere. Manny restituisce quindi l'uovo ai Faltin i quali cessano l'attacco. La villa, un po' malconcia, torna al suo antico splendore grazie a una piuma magica lasciata dai faltin come segno di gratitudine per avergli restituito l'uovo.

## X-Mickeyn. 982/19

### Maravillia Park
Topolino, Manny e Pipwolf stanno facendo un sopralluogo per accertar la presenza di fantasmi fra le rovine del Maravillia Park, il più famoso parco di divertimenti nel Mondo dell’impossibile, distrutto anni prima da un incendio. Il posto è molto caro a Pipwolf, che, ancora un cucciolo, fu testimone della tragedia e che, qualche giorno prima, è stato visitato dai fantasmi del meraviglioso Freaker, il proprietario del parco, e dei suoi artisti. Al terreno del parco, però, è interessata anche una misteriosa società immobiliare, la Shadowcat, che ha assunto un cacciatore di fantasmi, Durst Buster, per bonificare il posto (la legge vieta, infatti, di costruire nei luoghi infestati dagli spettri.) I tre eroi devono affrontare un feroce spettro nero, che Pipwolf riesce fortunosamente a catturare. Poiché gli spettri neri scacciano quelli innocui, sembra che adesso non ci siano più ostacoli alla speculazione, anche dopo che Topolino ha scoperto che il mostro in realtà era stato portato nel luogo da Durst. Quando la demolizione finale del parco sta per iniziare, sotto gli ordini dello stesso cacciatore di fantasmi, Pipwolf trova fra le rovine il meccanoracolo, una macchina che esaudisce i desideri, e v’infila un gettone. Allora,  Freaker e i suoi amici, che in passato grazie a un desiderio del piccolo Pipwolf erano stati salvati dall’incendio e trasportati in un'altra dimensione, tornano nel mondo dell’impossibile, esaudendo il desiderio di Pipwolf adulto. Il Maravilla ritrova quella stessa notte il suo antico splendore.

### Il mondo è rotondo
Pipwolf e il professor Wolfango Oldwolf, collezionista di bocce di vetro, raccontano al nipotino del professore come sia nata la passione del nonno; la storia risale a qualche anno prima, quando Pipwolf era allievo di Oldwolf alla scuola per accompagnatori. Chiuso in classe a causa della sua innata propensione a combinare dei pasticci, Pipwolf scopre un testo magico appartenente all’insegnante e recita la cosiddetta formula traslocatoria; subito, è trasportato a Snowille, la città dei pupazzi di neve, isolata dal resto del mondo da una barriera invisibile e governata dal cinico e severo sindaco Mister Frosty. Arrestato per vagabondaggio, in prigione Pipwolf conosce Ice, un pupazzo di neve che a differenza dei suoi simili è curioso di sapere cosa ci sia al di fuori di Snowille. I due tentano una fuga in pallone e si accorgono che Snowille, in realtà, si trova in una boccia di vetro posta sulla scrivania di Oldwolf (quando l’insegnante rovescia la boccia, ne derivano le misteriose catastrofi naturali che sconvolgono la vita della città). Il sindaco rifiuta di accettare la verità e appicca il fuoco al pallone; ma proprio il fumo dell’incendio, estesosi alle case della città, fa scoprire al professore l’esistenza di Snowille. Pipwolf può tornare nel suo mondo, accompagnato dal nuovo amico Ice, mentre gli altri abitanti della città, sindaco in testa, preferiscono restare all’interno della boccia.

## X-Mickeyn. 981/20

### Mai da solo
Costretto a passare la notte nel mondo dell’impossibile per sbrigare alcune pratiche presso il DOVEVAI (Dipartimento Organizzativo di Valutazione e Esame per Viaggiatori e Accompagnatori dell’impossibile) di Mostropoli, Topolino trova alloggio alla Locanda Mannara di Wolfy village, vicino alla casa di Pipwolf. Il nostro eroe si addormenta leggendo Frankenstein di Mary Shelley, di cui ha trovato una copia sul comodino; da quel momento, comincia a essere perseguitato dall'immagine dello spaventoso Mostro di Frankenstein, prima nei sogni e poi nella realtà. Come spiega Pipwolf, quello letto da Topolino era un testotosto, un libro particolarmente permaloso che punisce i lettori che lo hanno lasciato a metà con incubi e visioni ogni volta che rimangono da soli al buio. Topolino e Pipwolf vanno alla caccia dell’esemplare di Frankenstein, che è stato recuperato dal suo proprietario, il signor Otto Knobb, e donato alla biblioteca di Mostropoli. Negli oscuri depositi della biblioteca, Topolino ha un altro agghiacciante incontro col mostro, ma finalmente riesce a procurarsi il libro e a terminarne la lettura, liberandosi così dalla maledizione.

### Un piccolo salto
S’andor, un mostro proveniente dal mondo dell’impossibile, è arrivato a Topolinia per impadronirsi della stella di Verlock, un manufatto magico che dà il potere di governare le emozioni altrui. Lo stesso alchimista Verlock, considerando la sua invenzione troppo pericolosa, la divise in due parti, che sono conservate, rispettivamente, da H. R. Toppersby e dal suo gemello H. H. Toppersby, lui pure antiquario, ma tanto disordinato quanto il fratello è preciso e pignolo. S'andor ruba prima la metà appartenente a H. R. e poi riesce a fuggire perché Topolino non ha il coraggio di inseguirlo saltando da un grattacielo all’altro. Il mostro, poi, si reca nel negozio di H. H. e s’impadronisce dell’altra metà dell’oggetto. Topolino, riscattando il suo precedente accesso di codardia, affronta S’Andor e fa in modo che sia trascinato in un'altra dimensione da Buio Pesto, un mostro ancora più potente di lui custodito da H. H. in un baule. Dopo aver nuovamente spezzato la stella, Topolino, per dimostrare a sé stesso il proprio coraggio, esegue quel salto fra i grattacieli che poche ore prima non aveva osato fare.

## X-Mickeyn. 980/21

### La strada della paura
Topolino si reca di notte sulla statale 66, nonostante Marzabar gli abbia riferito che dodici persone sono scomparse nel nulla sulla stessa strada. Bloccato da una panne, il topo sale su un taxi, e l’autista, un essere dal viso e dalla voce spettrali,lo porta nel mondo dell’impossibile e gliene fa attraversare i luoghi più lugubri e terrificanti. Il terribile tassista è, infatti, un ex accompagnatore, cui è stato tolto il brevetto perché considerato troppo imprudente e spericolato dai direttori di College City; per questo, intende dimostrare di poter far uscire i suoi viaggiatori incolumi dai peggiori pericoli. Durante una sosta a una stazione di servizio, nei pressi di Horror City, Topolino riesce a mandare una richiesta di aiuto via radio. Intanto, Pipwolf sta preparando l’esame di pozionologia in casa di Manny e si fa suggerire le risposte via radio da Jeremy, il quadro vivente. Il trucco è scoperto, ma di lì a poco Jeremy capta sul suo apparecchio l’SOS di Topolino. Pipwolf e Manny partono subito al soccorso del loro amico, che intanto è stato trascinato dall’autista nel mezzo di un torneo di Carcrash (scontro fra autocarri) nell’autodromo di Horror City. Finalmente, il taxi raggiunge la casa dell’autista, dove si trovano le altre dodici persone da lui rapite, a cui chiede di firmare un attestato sulle sue qualità come accompagnatore. Quando sopraggiungono Pipwolf e Manny, il folle reagisce con la violenza, finché Topolino non gli fa capire che, col suo comportamento, terrorizza gli stessi viaggiatori che pretende di proteggere. Sconvolto dalla scoperta di non essere un buon accompagnatore, l’autista si getta, in modo spericolato, nel Varco del nulla, un luogo dove non c'è ritorno.

### La notte di sorpresa
Pipwolf, per la notte di sorpresa (l’equivalente del Natale a Wolfy village) chiede a Lupo Regalone (l’equivalente di Babbo Natale) la grifonanta, un raro pezzo per il gioco di Monster Match. A causa di un dispetto di Lupo Dispettone (il fratello di Regalone) la grifonanta vola via; tuttavia, grazie un imprevisto effetto collaterale del contenitore vuoto, nella partita del giorno successivo Pipwolf riuscirà ugualmente a battere, per la prima volta, Igor il postino invisibile.

### Musica Maestro
Pipwolf prepara una festa a sorpresa per il suo vecchio amico, il suonatore di cornamusa Pip-Pot; fra gli invitati c’è anche Topolino. Nell’attesa, Pipwolf suona i dischi rari, che intende regalare al festeggiato,ma aziona il mostrofono al contrario: così, le melodie che dovrebbero rendere i lupi mannari allegri e sereni li rendono invece prima tristi e poi aggressivi. Pip-Pot, con la musica della sua cornamusa e l’aiuto di Topolino, riporta la serenità fra i suoi amici.

## X-Mickeyn. 979/22

### La casa infinita
Turbato per un sogno in cui l’amata Luna-Lu gli annunciava la sua partenza per un viaggio, Pipwolf si reca a Topolinia, passando per il cassonetto che gli fa da varco dimensionale. Dai suoi amici netturbini, Garby e Rubby, il lupo apprende dell’esistenza in città di un’abitazione stregata, la Casa dei sospiri, da cui si sentono venire urla e lamenti, dopo che la proprietaria, Betty Gelsen, l’ha venduta e destinata alla demolizione. Sul mistero stanno indagando anche Topolino e i suoi amici del Topo Bianco. Pipwolf visita in sogno lBetty Gelsen, che gli racconta la storia della maledizione sull’edificio. La casa era appartenuta a una sua antenata, la maga Betelgeuse, che fu obbligata con la forza, dal malvagio stregone Scorpho, a separare per sempre due innamorati, Isabelle e Brando. Da allora, i due vagano per la casa, cui Scorpho aggiunge sempre nuove stanze, per impedire agli amanti di incontrarsi (da qui il titolo della storia). Ora Isabelle e Brando sono più che mai disperati, perché se la casa sarà rasa al suolo, loro non riusciranno più ad annullare la maledizione. Pipwolf e Topolino entrano nella casa, il primo attraverso un varco dimensionale, il secondo forzando la porta. Topolino è imprigionato da Scropho in una stanza senza uscita, invece Pipwolf riesce prima a incontrare Isabelle e poi a riunirla a Brando. L’incantesimo è spezzato e la casa esplode: Topolino e Pipwolf si mettono in salvo, mentre Scropho è travolto dalle macerie. Alcuni giorni dopo, Topolino e Pipwolf si chiedono se l’avventura nella casa sia stata reale e non si accorgono dei due ragazzi, simili a Isabelle e Brando, che li salutano affettuosamente.

### Ciak
Marzabar, in seguito a un incidente con la bicicletta, cade nel cassonetto usato da Pipwolf come varco dimensionale ed è catapultato nello stadio di Mostropoli, dove casualmente segna il gol decisivo contro la squadra di Horror City. Topolino e Pipwolf fanno credere al postino che le cose strane che vede intorno a sé siano in realtà un set cinematografico e, fingendo di fargli recitare una scena (con Ice nei panni del regista), gli fanno attraversare il varco in senso opposto, senza però essere riusciti a cancellargli la memoria. Tuttavia, Marzabar considera il suo viaggio in un'altra dimensione un incubo dovuto alla botta in testa.

## X-Mickeyn. 978/23

### Foto di gruppo con vampiro
Al college di Olnat, nelle vicinanze di Wolfy village, la studentessa Monica Hullman mostra i segni di essere stata morsa sul collo; il rettore Beardwolf chiede l’aiuto del professor Oldwolf, studioso e cacciatore di vampiri, che si reca subito sul luogo a indagare, con l’assistenza del suo vecchio allievo Pipwolf. I sospetti dei due cadono su Rago Kyroff, uno studente dal comportamento equivoco, e il cui viso manca dalla foto di classe (l’immagine dei vampiri non può impressionare la pellicola). Appostati nella camera di Monica, Pipwolf e Oldwolf riescono a sventare un nuovo attacco del terribile vampiro alla ragazza. Seguendo un’indicazione del professor Waldmar, Pipwolf arriva alle cantine, dove si aggira Rado, ma il ragazzo riesce a dimostrare la propria innocenza (era in giro di notte per rubare le domande degli esami; e non era stato fotografato perché assente). Il vero vampiro è l’insospettabile Waldmar, che era riuscito, usando una maschera, a farsi fotografare e a nascondere la sua vera natura. Dopo una dura battaglia fra il vampiro e i due lupi mannari, Oldwolf distrugge Waldmar colpendolo al cuore con un fulminatore. Grazie alle cure di Oldwolf, Monica guarisce completamente dalle conseguenze della brutta avventura.

### Gioco pericoloso
Pipwolf convince Topolino e gli amici del Topo Bianco a fare un salto a Mostropoli per assistere a un torneo di Monster Match, gioco di cui è un campione. Topolino accetta con leggerezza la sfida di un misterioso incappucciato a giocare a Monster Match Extreme, senza conoscerne la vera natura. Subito, il topo è trascinato in un'altra dimensione; nella partita, le pedine sulla scacchiera sono i suoi amici (Ice, Hobi, Duepiedi e Pipwolf) che, quando escono dal gioco, diventano schiavi del vincitore. Rimasto con solo Pipwolf come pedina, Topolino è costretto a giocarsi la sua stessa libertà, ma il lupo mannaro riesce a vincere la partita e a guadagnare il riscatto dei suoi amici dalle mani dell’incappucciato.

## X-Mickeyn. 977/24

### Il mondo scomparso
Topolino, dopo aver dovuto sorbire le terribili diapositive di una coppia di amici, si reca per distrarsi al Topo Bianco. Qui, Pipwolf invita gli amici a casa del suo vicino Holverius, reduce da una vacanza. Questi proietta le sue immaginografie  (fotografie di viaggio che si adattano all’immaginazione dello spettatore), riuscendo a divertire anche Topolino, dapprima poco entusiasta all’idea. Uscendo dalla casa, tuttavia, la comitiva si accorge che una parte di Wolfy village è scomparsa. Analoghe sparizioni si stanno verificando a Mostropoli, con grande preoccupazione di Manny. Dietro a tutto ciò, ci sono gli intrighi della Suprema Oscurità, il malvagio signore di Horror City e dei Cattiwoni, e del suo servitore Kropus (già apparso in Trema, Mostropoli, e liberatosi dalla dimensione-prigione); questi ha inventato una macchina, il Nottempo, che rimanda indietro nel passato sempre nuovi pezzi del Mondo dell’impossibile, finché nel presente non ne resterà solo parte sotto il dominio della Suprema Oscurità. Pipwolf, dopo aver visto sparire la propria casa, percepisce l’odore di Kropus e chiede aiuto a Topolino. I due amici si recano a Horror City, dove, nella cattedrale semideserta, si trova il Nottempo; qui, Pipwolf, coi suoi poteri, sconfigge Kropus e disattiva la macchina, salvando così il mondo dell’impossibile dalla sparizione.  Come ricompensa, Manny concede al lupo mannaro di essere promosso honoris causa all’esame di astronomologia.

### In trappola
Pipwolf, durante un’esercitazione di orientamento, si perde, assieme a Topolino, in una landa sconosciuta. I due trovano rifugio in una casa abbandonata, costruita anni prima da un viaggiatore, Roderick Asher, come riparo contro i feroci mostri Duevolti. Purtroppo, Topolino lascia entrare alcuni Duevolti, ingannato dal loro aspetto amichevole e i due amici si salvano solo grazie a Oldwolf, contattato telepaticamente da Pipwolf. Il vecchio insegnante prima indica loro una via di fuga e poi, intervenuto direttamente, li porta al sicuro a Topolinia attraverso un varco dimensionale.

## X-Mickeyn. 976/25

### Arrivano di notte
Topolino e Pipwolf stanno attraversando la regione del Lostvaal una delle tappe della giornata per la prova pratica di accompagnatore per l'esame di Pipwolf, tale prova consente di usare solo mezzi di trasporto normali. Con somma gioia di Topolino, che è davvero esausto di camminare, per la prossima tappa Pipwolf ha prenotato due posti su un pullman turistico. Dopo essersi fermati per un buon pasto e aver conosciuto le persone che prenderanno parte al giro turistico, il pullman è pronto a partire con destinazione Meerver. Durante il viaggio il pullman subisce un guasto: i turisti sono preoccupati di passare la notte in quel posto, viste le strane leggende e racconti che si narrano; sperano che i soccorsi chiamati dall'autista giungano il più presto possibile. L'autista propone però a tutti di raggiungere Meerver a piedi e dopo aver preso i bagagli si incamminano verso il villaggio che dista solo pochi metri prima del calar delle tenebre. Topolino si fa raccontare della storia dei mostri che abitano queste terre scoprendo che questi strani esseri chiamati Wandar fossero gli unici abitanti del Lostvaall e nessuno osava addentrarsi qui per paura di diventare loro preda, ma un giorno un grande cataclisma che provocò un devastante terremoto inghiottì quegli esseri fino a spedirli nelle viscere della terra. Giunti finalmente al villaggio un altro mistero si pone davanti. Il villaggio infatti e ormai disabitato da tempo e nessuno sa dove sia finita la gente del luogo, quel luogo un tempo ricchissimo in cui i suoi abitanti decisero di costruire un lussuosissimo Palazzo del Municipio, al cui interno i più valenti architetti, pittori e orologiai misero il loro tocco personale e che diventò presto una famosa attrazione turistica, ma al termine dei lavori si dice che accadde qualcosa che costrinse gli abitanti a fuggire. Decidono tutti di passare la notte aspettando i soccorsi all'interno del municipio, ma si accorgono che il signor Qylion, uno dei turisti del gruppo, è sparito e in comune accordo lo vanno a cercare dividendosi in più gruppi. Topolino e Pipwolf giungono fino al cimitero dove, dopo il rintocco di campana, i Wandal (molto simili agli zombie) dei racconti iniziano a risvegliarsi e inseguirli. Il gruppo fa subito rientro al municipio per scappare dagli affamati Wandal, dove, dopo essere passati dal gigantesco salone del municipio, ritrovano il signor Qylion, che gli rivela di essere Klotz, il maestro orologiaio che fece costruire l'orologio della torre del municipio, tornato indietro per rimediare al disastro provocato in gioventù. Qylion racconta che volle creare per il municipio il suo capolavoro, un orologio in grado di inviare telepaticamente il segnale orario all'intero villaggio, ma l'eccesso di energia prodotto dal meccanismo risvegliò ai rintocchi della campana i Wandal che ogni notte puntuali si risvegliano dal loro sonno. Tutto ciò accadde per la prima volta proprio durante la sera di inaugurazione del municipio dove quei mostri assalirono la gente del villaggio e così da allora il villaggio fu abbandonato. Dopo quella notte anche Qylion fuggi non rivelando, per la vergogna, a nessuno cosa aveva fatto, ma ora dopo tanti anni è tornato per porre fine a tutto ciò, attivando il comando di sicurezza manuale, progettato per precauzione, e portare avanti le lancette dell'ora fino al momento in cui viene prodotta la scarica che spegne i mostri. La levetta però si rompe e i famelici Wandal sono ormai giunti davanti al gruppetto di turisti, ma Pipwolf e Topolino, uscendo dalla finestra e arrampicandosi sulla torre del municipio, riescono a spostare manualmente le lancette rispedendo i mostri nelle viscere della terra. Il gruppetto esce così dal municipio dove ad attenderli c'è già il pullman dei soccorsi pronti ad accoglierli a bordo e riportarli a casa. Durante il viaggio di ritorno Pipwolf comunica a Topolino la prossima tappa del tour il quale e ormai rassegnato a ciò che può incontrare nel Mondo dell'impossibile.

### La porta chiusa
Topolino è di ritorno a casa dopo una serata al cinema e al Topo Bianco con gli amici, ma giunto sul ciglio di casa si accorge ben presto di aver perso le chiavi e decide di tornare indietro a cercarle. Al Topo Bianco Sentinel dice all'amico di non averle viste poiché tutto quello che viene dimenticato nel locale lui lo conserva in un cassetto, ma prima che Topolino vada via gli consiglia di rivolgersi a Madame Zebù, una straordinaria sensitiva capace di ogni prodigio che ha una bottega nel quartiere vittoriano. Arrivati da Madame Zebù, la signora sembra già sapere tutto, e dopo avergli mostrato qualche sua capacità magica coi tarocchi e avergli presentato Smitty, il suo spirito guida, che organizza anche giri turistici per fantasmi, Madame Zebù chiede a Topolino di visualizzare bene nella sua mente il mazzo di chiavi in ogni suo dettaglio che si materializzano con sommo stupore di Topolino che non sa come ringraziare la medium. Non resta che tornare a casa, ma la medium vuole offrire a Topolino una scorciatoia per arrivarci senza bagnarsi materializzando nella bottega la porta della sua villetta. Topolino provando a usare la chiave nota subito che essa non gira bene, ma Sentinel con un potente calcio riesce ad aprirla. Attraversata la porta Topolino si accorge che quella non è casa sua capendo che si trova invece nella villetta del suo vicino che si è appena svegliato allarmato dai rumori provocati da lui e decide di correre via senza farsi notare verso la sua villetta. Durante la fuga sembra però aver perso di nuovo le chiavi, ma con la polizia allarmata decide di passare la notte nella cuccia di Pluto e risolvere il problema l'indomani.

### Pacchetto con mostro
Notte tempestosa nel Mondo dell'impossibile. Pipwolf decide di far fare una sosta a Topolino, prima di riportarlo a Topolinia, portandolo a casa sua. Qui trovano Igor, accompagnato da un amico: Gunnar il postino che solitamente porta brutte notizie. Pipwolf inizia a preoccuparsi, ma Igor spiega che Gunnar è lì con lui solo per accompagnarlo nell'ultimo giro di consegne. Pipwolf invita quindi tutti a entrare in casa. Tra i pacchi consegnati da Igor Pipwolf ne trova uno molto strano senza mittente e contenente un nastro. Decide così di ascoltarlo. Il nastro contiene però delle urla spaventose facendo iniziare a preoccupare i presenti. Mentre Topolino inizia a pensare che qualcuno possa aver bisogno di aiuto Gunner suggerisce di non andare troppo avanti con l'ascolto del disco poiché potrebbe anche essere un prigionastro, un nastro che se ascoltato fino alla fine libera il mostro chiuso dentro la cassetta. I presenti non sanno che fare, ma a risolvere la situazione ci pensa Pip Pot appena arrivato che spiega che quel pacco contenente il nastro era roba registrata da lui in giro per il mondo con voci e suoni registrati ovunque che sarebbero servito a comporre la sua prossima canzone. A ogni cassetta registrata per non rischiare di perderla Pip Pot se la spediva a casa. Il mistero per cui le cassette siano arrivate invece a Pipwolf è presto risolto, visto che la pioggia ha cancellato le scritte lasciando solo alcune lettere del mittente, facendo credere a Igor che quel pacco fosse per Pipwolf. Il nastro registrato da Pip Pot non è più di alcun aiuto, poiché a forza di riavvolgerlo si è rotto, ma il musicista trova di meglio per la sua nuova composizione utilizzando un urlo di Pipwolf.

## X-Mickeyn. 975/26

### Fuori servizio
Reginald Snobbs sta scontando la sua punizione, senza troppa voglia, assegnatagli dal Rettore del Mistery College, dopo i casini combinati in precedenza, in modo da poter riottenere la licenza di accompagnatore. Snobbs ricorda bene quanto sia stato seccante quel momento con Topolino che non smetteva mai di parlare di Pipwolf mentre lui cercava di svolgere il suo dovere. Approfittando della presenza del pippide mannaro al Mistery College, decide quindi di tendergli uno scherzetto e vendicarsi rubando un verme infestante dal laboratorio di biologia e piazzandolo all'interno dei vestiti di Pipwolf, dopo averlo avvicinato con la scusa di volerlo conoscere. Pronto a far ritorno a casa Pipwolf si avvicina alla prima grondaia per udire dove il prossimo varco si aprirà inconscio che qualcosa di grosso sta per aver inizio. Il verme infestante infatti dalla sua giacca scivola giù verso le grondaie iniziando a rendere il lavoro del centralino grondaie alquanto complesso. In un attimo le comunicazioni iniziano a vacillare, rendendo l'attraversamento varchi molto difficile. Gli Impossibilesi si ritrovano a non capire più dove i varchi verranno aperti e si ritrovano nel caos generale, costringendo a fare più fermate prima di poter arrivare a destinazione. Qualcun altro sembra approfittare di tutto ciò, la Suprema Oscurità, che decide di attuare uno dei suoi piani: liberare i prigionieri custoditi nella Prigione Perduta. Alla Villa di Manny, mentre Flat e Frau Zucker stanno sorseggiando un tè, un varco si apre all'improvviso catapultando i due all'interno della Prigione Perduta e costringendoli a fronteggiare i prigionieri. Pipwolf arriva quindi per puro caso al Centralino delle Grondaie, dove fa luce sul problema, scoprendo che tutto il caos è generato da un verme infestante che si nutre delle comunicazione e che esse lo stanno facendo crescere sempre più. Dopo un'attenta riflessione assieme a uno dei tecnici capisce che il problema è partito proprio da Reginald Snobbs. Il caos raggiunge lo stato massima d'allerta quando Pipwolf trova la soluzione: il silenzio. Con l'aiuto di alcuni esserini volatili dell'impossibile viene inviato ovunque un messaggio scritto a mano su un pezzo di carta che invita tutti al silenzio più assoluto. Rientrato tutto alla normalità il virus viene localizzato tra le grondaie del Mistery College ed è aspirato da un aspirapolvere da Snobbs. Il gesto viene visto dal Rettore che è pronto a elogiare Snobbs e a ricompensarlo con la licenza per accompagnatori. Viene fermato però prima di poter aprire bocca da Snobbs stesso che confessa tutto. Il Rettore molto arrabbiato, e raggiunto anche da Pipwolf, decide di dare così una punizione ancora più severa a Snobbs, che non si nemmeno accorto del caos che ha generato con il suo innocuo scherzetto, mettendolo al lavoro in un posto dove stavolta non possa dar problemi a nessuno. Da un'altra parte del Mondo dell'impossibile, la Suprema Oscurità commenta assieme al suo fido aiutante il potenziale malvagio che Snobbs possiede e che lui farà presto emergere.

### Futuro imperfetto
Pipwolf si rece dalla potente medium Madame Zebù, e dal suo fedele assistente fantasma Smitty, per tentare grazie a una previsione del futuro di sapere di più sull'esame che dovrà tentare all'indomani. La medium si dimostra piuttosto scettica nel rivelare tali segreti a Pipwolf, consigliandogli invece di studiare adeguatamente. Tuttavia la continua insistenza di Pipwolf porta la medium ad accettare le sue richieste. Si inizia con la lettura tramite la potente sfera di cristallo, per poi passare alle carte. Entrambi i metodi danno però lo stesso responso, ammonendo Pipwolf che la lettura del futuro potrebbe essere alquanto rischiosa. Pipwolf decide di proseguire oltre e così a Madame Zebù non resta che un'ultima soluzione definitiva: la vasca del destino. Fa immergere dunque la testa di Pipwolf in un recipiente (non dissimile a un piccolo acquario per pesci) pieno d'acqua, dove finalmente il pippide mannaro ha una visione che mostra Manny e gli altri professori in commissione piuttosto arrabbiati. Pipwolf vuole saperne ancora di più e dopo una breve pausa per riprendere fiato reimmerge la testa in acqua, nonostante gli avvisi di Madame Zebù a non spingersi oltre. A corto di fiato Pipwolf rischia di soffocare all'interno della vaschetta, ma risolve il problema bevendosi tutta l'acqua del recipiente. Il giorno dopo l'esame ha così inizio e Pipwolf non può fare a meno di rispondere alle domande dei professori d'esame con quello che davvero pensa, spesso anche deridendoli di alcune loro peculiarità fisiche. Tutto ciò è dovuto all'effetto dell'acqua bevuta all'interno della vasca del destino. L'esame viene quindi rimandato. Madame Zebù, visto quanto accaduto, decide di non riempire di nuovo la vasca del destino e riutilizzarla per altri scopi.

### Meteoimpossibile
Anche nel Mondo dell'impossibile le previsioni meteo sono molto seguite. Pipwolf e gli amici del Topo Bianco sono in trepidante attesa di conoscere che tempo farà a College City, in modo da poter riprendere la partita a Pallacamostro coi loro avversari. Per conoscere attentamente e sapere in tempo reale le previsioni da ogni angolo dell'impossibile la stazione TV che si occupa del meteo ha sofisticati mezzi tecnologici e satellitari anche se a volte si ricorre a cose molto più semplici e rapide come le conoscenze del conduttore TV. Grazie a questi mezzi il meteo arriva a tutti gli impossibilesi in tempo reale, ma oggi le previsioni per la zona del Mistery College tardano ad arrivare rendendo il conduttore meteo molto nervoso, poiché omettendo quelle previsioni potrebbe perdere di credibilità. A dare notizie al conduttore sul tempo a College City dovrebbero esserci Gertie e Mr Greensham che però sono alle prese con un piccolo problema abbattutosi sulla Villa di Manny: un folletto del vento dispettoso. Il problema viene risolto in tempo e così i due riescono a comunicare prima della fine della pausa intervallo del meteo le giuste previsioni anche per la zona del Mistery College. La pioggia cessa e la partita di Pallacamostro di Pipwolf può riprendere.

## X-Mickeyn. 974/27

### Guardami negli occhi
Pipwolf e Oldwolf si recano in Ignozia, sulle pendici del monte Kromm, per indagare sulla scomparsa di un giovane botanico, Billywolf. Oldwolf teme che il ragazzo sia caduto vittima dei mutanti neri, esseri dall’apparenza innocua, ma in grado di trasformarsi in mostri e dediti ai sacrifici umani. Arrivati nel villaggio di Runnborg, i due investigatori dell’occulto trovano alloggio in una locanda. Lì, i sospetti di Oldwolf cadono su Verdana, una serva che ha gli occhi rossi tipici dei mutanti neri. Seguendo la ragazza, i due prima scoprono la pietra dei sacrifici e poi una caverna, dove, apparentemente, Billywolf è tenuto prigioniero. In realtà, come spiega il giovane lupo, Verdana lo ha liberato dal suo misterioso rapitore e lo ha portato al sicuro nella grotta. Ciononostante, Oldwolf continua a diffidare di lei e a darle la caccia, finché tutti e quattro i personaggi non cadono in una trappola degli abitanti di Runnborg. Sotto gli occhi inorriditi dei prigionieri, i paesani si trasformano nei malvagi mutanti neri e si preparano a sacrificare Billywolf, ma Pipwolf, benché legato, riesce ad azionare un dispositivo predisposto da Oldwolf che incenerisce i mostri. Verdana, l’unica abitante del villaggio a non subire la mutazione (salvo che per il colore degli occhi) e a non condividerne le abominevoli usanze, riceve le scuse di Oldwolf e viene accolta come una figlia dai genitori di Billywolf.

### Persi nel tempo
In una giornata di neve, Toppersby invita Topolino e Pipwolf alla Bottega degli Errori, per mostrare loro uno strano reperto: un fotocromatografo (un primitivo proiettore cinematografico). Alla macchina è accluso un breve spezzone di pellicola, dove Topolino e Pipwolf, in abiti ottocenteschi, mostrano dei cartelli in cui chiedono aiuto a Toppersby. Per indagare sul mistero, e impedire la realizzazione del filmato, che potrebbe danneggiare Pipwolf come accompagnatore, i due amici chiedono al ministero dei viaggi nel tempo di Mostropoli il permesso di andare nella Topolinia del 1890. Una volta arrivati a destinazione,però, vi si trovano bloccati a causa di una tempesta che chiude i varchi temporali. Topolino e Pipwolf visitano il Topo Bianco, allora gestito dal bisnonno di Sentinel, e incontrano Lighter, l’inventore del fotocromatografo. Con lui, girano due filmati: il primo è quello che hanno visto alla bottega degli errori, nel secondo indicano le coordinate del varco. Toppersby, trovata in un cassetto la seconda bobina, viaggia nel passato e riporta nel presente i due viaggiatori.

## X-Mickeyn. 973/28

### Ultimo treno
Alla stazione di College City, sede della più grande università del Mondo dell’impossibile, Oldwolf e Verdana (la ragazza mutante nera apparsa nella storia precedente) incontrano Pipwolf, preoccupato per avere appena visto sparire Topolino. Il vecchio professore capisce che Topolino è stato risucchiato su un treno fantasma, un convoglio a vapore destinato alla demolizione che continua a esistere in un'altra dimensione e a ripercorrere il suo vecchio itinerario. Pipwolf, Oldwolf e Verdana si recano a Aridan, un luogo nel deserto dove il treno faceva una sosta di rifornimento. Grazie a un traslatore, un congegno che consente da viaggiare fra le dimensioni, i tre riescono a salire sul treno fantasma e a ritrovare Topolino, ma, prima di poter scendere, sono attaccati dai fantasmi che infestano il veicolo. Braccati anche sul tetto delle carrozze, i quattro trovano rifugio sulla locomotiva, e si liberano dai fantasmi staccando i vagoni e cacciando a pedate i due spettri macchinisti. Grazie a un’idea di Pipwolf (far deragliare la locomotiva) i nostri eroi riescono a lasciare la dimensione fantasma e a tornare nel mondo dell’impossibile. Una volta raggiunta College City, Pipwolf dovrebbe accompagnare Topolino a casa sua, ma per errore lo porta a Micetown; per raggiungere Topolinia, i due amici preferiranno fare tredici miglia a piedi, piuttosto che salire di nuovo su un treno.

### Stesso posto, stessa ora
Quattro sinistri lupi mannari (l’alchimista Pippendale, il guerriero conte Macwolf, la filatrice Wolfila, il pirata capitano Wolflint) si preparano ad accogliere e terrorizzare uno sfortunato visitatore. Il visitatore, in realtà è Pipwolf, che ogni sera passa a salutare i ritratti dei suoi antenati (completamente innocui, nonostante l’apparenza truce) e ad ascoltare le loro storie del terrore.

### Lo stratagemma
Pipwolf viene chiamato dal suo temibile dentista, il dottor Gengiva, che gli chiede di riportargli un altro suo paziente, Wolfedoq, fuggito terrorizzato dalla visita di controllo annuale e rifugiatosi nelle grotte dell’Eco-eco-eco, note per i loro fenomeni acustici. Pipwolf, sfuggendo alle insidie dei pipistrelli burloni Abitagrotta, che si divertono a far smarrire i visitatori, riesce, con la sua bacchetta da orientamento, a trovare Wolfedoq nel labirinto delle grotte e a ricondurlo nello studio di Gengiva. Qui, però, scopre di essere caduto vittima di uno stratagemma del dentista per attirarlo da lui e sottoporlo alla temutissima visita di controllo.

## X-Mickeyn. 972/29

### Horror Mall
Pipwolf è al centro commerciale di Mostropoli, in compagnia di Topolino, per acquistare l’abito con cui dare l’esame finale da accompagnatore. A causa delle indecisioni del lupo, i due amici perdono l’intero pomeriggio e, quando suona la sirena di chiusura, si trovano bloccati nell’ascensore. Riescono faticosamente a lasciare la cabina e a raggiungere la porta di uscita, ma solo per scoprire che il centro commerciale si è magicamente trasferito da Mostropoli a Horror City. Dietro questo mistero ci sono le macchinazioni di Krun, il direttore corrotto del centro commerciale, che, servendosi di un salticomando, sposta ogni notte l’edificio per vendere armi magiche alla Suprema Oscurità, il terrificante signore di Horror City e dei malvagi Cattiwoni. Topolino e Pipwolf incontrano di nuovo Snobbs che si dice di essere in missione per il controspionaggio di Mostropoli, ma in realtà è anche lui al servizio della Suprema Oscurità. I nostri eroi sono consegnati da Snobbs al potente e malvagio Yrtnevok, che incarica l’ex accompagnatore di torturarli. Pipwolf capisce che il collega ha tradito soltanto per vigliaccheria, e, facendo leva sulla sua onestà di fondo, lo convince a cogliere l’occasione per riscattarsi. Mentre Snobbs, fingendo di andare dalla Sprema Oscurità a far rapporto, si reca a Mostropoli per avvertire Manny, Topolino e Pipwolf si liberano, raggiungono l’ufficio del corrotto Krun e s’impadroniscono del salticomando. Pipwolf, dando prova delle sue capacità come accompagnatore, riporta l’edificio al suo luogo originario, dove la polizia, sotto la guida di Manny e Snobbs, è pronta ad arrestare gli antagonisti. Manny promette a Pipwolf e Snobbs che, quando sosterranno l’esame per accompagnatore, si terrà conto del loro eroismo.

### Il ripostiglio
Pipwolf, Oldwolf, Toppersby e Gandwolf (un lupo mannaro leggendario per le sue antiche imprese come esploratore) si incontrano a Torremota per il meeting degli accompagnatori. Nella torre si trova un ripostiglio murato, dove vanno a finire tutti gli oggetti magici perduti, e che si apre solo quando qualcuno esprime il rimpianto per averli persi; all’interno della stanza è prigioniero Saladin Slade. Quando l’idraulico incaricato di riparare le tubature dell’acqua per il meeting rimpiange di aver perso il manuale di istruzioni, il ripostiglio si apre; Saladin ne approfitta per fuggire, mettendo al suo posto Gandwolf dopo avergli rubato i vestiti. Col viso coperto, Saladin si finge l’esploratore e ritira al suo posto la Bussola di Trilio, il più grande premio per un accompagnatore; ma, dovendo pronunciare un discorso, rimpiange di aver perso il blocchetto degli appunti. Così, a causa della riapertura del ripostiglio e consente a Gandwolf di liberarsi e di smascherare l’impostore. Il criminale è punito: deve fare da cavia al mago Ahuuudini nei suoi esperimenti sui viaggi nel tempo, mentre Gandwolf è colto dal desiderio di nuove avventure.

## X-Mickeyn. 971/30

### Le apparenze ingannano
Pipwolf e il suo amico musicista Pip-pot, di ritorno da un’escursione nella grotta di Talos alla ricerca di minerali incontrano una ragazza dalla pelle verde, Elkas, braccata da alcuni sinistri figuri. Elkas sostiene che i suoi persecutori siano gli armigeri del tiranno Ulmerrr, che ha ridotto in schiavitù il suo villaggio. I due lupi, dopo avere portato in salvo Elkas a Wolfy village, si offrono di aiutarla a ridare la libertà alla sua gente. Pipwolf ed Elkas, mentre Pip-pot distrae l’attenzione delle guardie con un’esplosione, atterrano nella corte del castello di Ulmerrr a bordo di un “gammaplano” e raggiungono la torre centrale. Qui tuttavia, anziché i prigionieri, trova un libro dalle pagine bianche; la ragazza dopo aver stordito Pipwolf, fugge via con il volume. In realtà Elkas è un’agente al servizio della Suprema Oscurità, il signore di Horror City e dell'unione dei Cattiwoni, e il suo scopo era impadronirsi del libro del tempo, che, a chi lo interroghi, dà una risposta a tutte le domande sul passato, il presente e il futuro. Furenti per essere stati ingannati, Pipwolf e Pip-pot si uniscono ai soldati di Ulmerrr per dare la caccia all’infida ragazza e la raggiungono nella grotta di Talos. Dopo un’aspra battaglia con Elkas, trasformatasi in una gigantessa, i due amici riescono a costringerla a fuggire, attraverso un varco dimensionale, e a recuperare il libro. La ragazza però è già riuscita a ottenere dal volume l’informazione che le interessava (come Horror City sarebbe riuscita a conquistare Mostropoli). Come ricompensa per il suo coraggio, Pipwolf ottiene da Ulmerrr il permesso di chiedere al libro se supererà mai l’esame di accompagnatore. Il libro risponde di sì, senza precisare quando.

### Gran finale
La mattina del suo esame per accompagnatore, Pipwolf è molto nervoso e i consueti battibecchi fra i ritratti dei suoi antenati non lo aiutano a distendersi i nervi. Nell’agitazione, Pipwolf perde la sua zanna da latte portafortuna e, nonostante gli ammonimenti del suo antenato alchimista Pippendale, scende a cercarla fra le radici dell’albero Sofronio. Subito, per il potere ipnotico dell’albero, cade in un sonno profondo che dura duecento anni. Al risveglio, Pipwolf trova il mondo dell’impossibile del tutto cambiato: Mostropoli e Wolfy Village sono sotto il dominio di Horror City; l’attività di accompagnatore è proibita; i suoi amici (Pip-Pot e Oldwolf) fanno parte di un gruppo di partigiani. Il vecchio insegnante racconta a Pipwolf come, il giorno stesso della sua scomparsa, la Suprema Oscurità e i Cattiwoni attaccano il Mystery College, dove i più potenti accompagnatori erano riuniti per gli esami, e tolse loro i poteri grazie a un'ultima invenzione di Kropus. Pipwolf decide di tornare indietro nel tempo per cambiare il passato; per farlo, tuttavia, deve farsi indicare le coordinate di un varco temporale da Manny, prigioniera della torre-prigione. Sfruttando il passaggio segreto, scoperto in Il cuore di Krimold, Pipwolf raggiunge la cella di Manny e la libera. Insieme, i due raggiungono il centralino delle grondaie e trovano il varco giusto, ma sono raggiunti dalle guardie, sotto la guida di un vendicativo Gideon Gandor. Mentre Manny si sacrifica, attirando Gideon e le guardie dietro di lei nel Varco del Nulla, Pipwolf viaggia nel tempo e si ritrova a casa sua, la mattina dell’esame. Si reca allora al college, seguito dai suoi antenati che, in quanto fantasmi, sono immuni all’invenzione di Kropus. Nella battaglia finale che ne segue, i malvagi esseri di Horror City sono definitivamente sconfitti e imprigionati. In premio per aver salvato il Mondo dell’impossibile, Pipwolf è nominato da Manny accompagnatore, senza dover sostenere l’esame e festeggia il suo grande successo con gli amici del Topo Bianco; l’unica ombra è che per qualche tempo, impegnato nel suo tirocinio, non potrà più fare da accompagnatore al suo caro amico Topolino.